# 魔法少女奈葉系列角色列表
魔法少女奈葉系列角色列表是日本動畫《魔法少女奈葉》系列的登場人物說明。

## 魔法少女奈葉

### 主要角色

A's中的八神疾風

注意：本表中文譯名大部分採用台灣角川的譯名。
高町奈葉（Takamachi Nanoha，配音員：田村由香里，台：李涵菲，港：吳梅）
是日本动漫《魔法少女奈葉》、《魔法少女奈葉A's》、《魔法少女奈葉 INNOCENT》、《魔法少女奈葉StrikerS》中的主角之一，同時也是前三者的第一女主角。
初登場年齡為9歲，生日是3月15号。居住於海鳴市，就讀私立聖祥大學附屬小學三年級；左撇子，擅長數理，不擅體育。
她是一位開朗、溫柔且善良的女孩，富有正義感，無法對他人的寂寞和悲傷視而不見，習慣隱藏心事。
由於幼時與亞理沙以及鈴香結為朋友的經過，使她有著行動前傾聽對方想法的前提。不論是無印中的菲特·泰斯塔羅沙、A's中的守護騎士，奈葉的耐心與言語都讓她們產生了改變。
是日本遊戲《永恆戀曲3 莉莉卡露玩具箱》女主角。
菲特·泰斯塔羅沙／菲特·T·哈洛溫（Fate Testarossa/Fate T. Harlaown，臺灣官方譯為菲特·特斯塔蘿莎，配音員：水樹奈奈，台：馬君珮 , 港 :  ? ）
是日本动漫《魔法少女奈葉》、《魔法少女奈葉A's》、《魔法少女奈葉StrikerS》、《魔法少女奈葉 INNOCENT》中的主角之一。
外表年齡為9歲，右撇子，性格冷靜，沉默寡言，予人難以親近之感。但其實她是一名心地善良的女孩，因其「母親」未曾給予她一般人都能得到的母愛，令她感到相當孤寂；她的內心深處相當渴望得到母親的關愛，也因此接受母親的要求，進行嚴酷的魔力和戰鬥訓練，以及收集寶石種子的違法行動。
後來菲特得知自己的出生緣由，她勇敢地面對；雖然最後仍失去敬愛的母親，不過因為高町奈葉的扶持，讓她變得堅強、變得更有勇氣與意志力去守護她想守護的東西。
魔法和戰鬥知識為碩士水準。
因米德式魔法是經由數學計算建構的緣故，且與奈葉所處的世界並無差別，所以在校理科成績優秀，甚至能解出美由希的高中數學題目；體育能力也有一定水準；但因為沒有學過漢字的緣故，所以文科成績極為可憐。
名稱取自於法拉利生產的旗艦型號Testarossa。
尤諾·斯克萊亞（Yuuno Scrya，臺灣官方譯為雄野·斯咕萊雅，配音員：水橋香織，台：謝佼娟，港：莎拉（無印、A's）、何承駿（StrikerS））
《魔法少女奈葉》男主角、《魔法少女奈葉A's》中的主角之一。名字取自於日本汽車公司馬自達旗下的Eunos。
第一作與A's中登場年齡為9歲，原先居住於米得基魯達，從事遺跡的挖掘與探索方面的工作。平時見人時是以雪貂的外表現身，奈葉一度誤認他真的就是隻雪貂。尤諾對魔法及古代遺產方面的知識相當豐富，除此以外也是個相當博學多聞的人。
《StrikerS》登場年齡為19歲，任職於時空管理局無限書庫，擔任書庫創立以來首任的管理長。除此之外他也以研究古代史而聞名，是位相當知名的權威學者，在管理書庫同時也從事著相關論文的寫作，偶爾會在跟古文物流通有關的場合露面。他戴起了眼鏡，頭髮也變得相當的長，與前兩作的外貌有很大的不同。
艾爾芙（Alph，配音員：桑谷夏子，台：謝佼娟，港：張雪儀）
第一作與A's中外表年齡約16歲，是菲特的使魔，平時以狼犬外表示人。個性鮮明，她與菲特的感情名為主僕，實為姊妹。對於總是隱藏心中想法的菲特，她一直相當擔心；同時她也對於菲特的母親普蕾希亞對待菲特的態度一直不能諒解。StrikerS中，從第一線輔助菲特的任務退出，作為哈洛溫一家的家管而活躍著。也經常到無限書庫協助尤諾的管理工作。因為使魔會根據體型決定其主人魔力的消耗量，她為了減輕菲特的魔力負擔，變為小孩子的模樣。

### 時空管理局
克羅諾·哈洛溫（Chrono Harlaown，臺灣官方譯為庫羅諾，香港譯名：卡羅諾·哈洛溫。配音員：高橋美佳子（第一期、A's本篇）、杉田智和 （A's結尾、StrikerS），台：李涵菲，港：郭俊廷）
第一作與A's中登場年齡為14歲，任職於時空管理局，擔任執務官一職。他是個給人沉默印象的人，但內心卻是個熱心而且正直的人。在工作上，如果遭遇到不是出自於本意、或是因為情理因素而做錯事情的人，身為執法者的他，會給予最大程度的幫助，無印時喜歡奈葉。他與艾蜜在士官學校是同學，兩個人有姐弟般的感情。在提督身份的其母琳蒂指示下，介入了菲特•泰斯塔羅沙與高町奈葉兩人的戰鬥。其後劇情內幕逐漸明朗，急轉直下。
StrikerS中登場年齡為24歲，任職於時空管理局，擔任次元航行部隊的提督一職。在設定中，他與艾蜜結婚，兩人年紀雖輕，但卻已經是兩個孩子的父母了。雖然身為提督的他已退出第一線作戰任務，卻仍然保有以往的實力。是擁有解除疾風等人「能力限定」權限的其中一人，同時也肩負著監督機動六課的職責。在劇末中，他指揮次元航行部隊，順利的解除了整個世界的重大威脅。在A's中，為闇之書事件的關係人之一，他在本作中扮演了重要人物之一。事件後的六年，接替其母的職位，成為了阿斯拉的艦長。
是日本遊戲《永恆戀曲3 莉莉卡露玩具箱》男主角，與高町奈葉是一對。
琳蒂·哈洛溫（Lindy Harlaown，臺灣官方譯為凌堤，香港譯名：蓮達·哈洛溫。配音員：久川綾，台：馬君珮，港：錢惠玲）
任職於時空管理局，擔任提督一職。同時也是Ｌ級巡航艦「阿斯拉」的艦長、克羅諾的母親。在克羅諾一歲時因闇之書事件丈夫殉職，即使如此她還是持續專注在自己的職務上，是一位相當負責的長官。雖然她在管理局中的官階相當高，但是待人非常和善親切，完全不擺架子。喜歡甜食的她，有在綠茶裡放入糖和牛奶的怪習慣。
在A's中，她對孤身一人的菲特十分關心，後更提議讓菲特成為自己的養女，兩人發展出如親生母女般的關係。魔法陣的顏色是藍綠色。
克萊德殉職後，將當初克萊德向自己告白的秋櫻園仍照顧得很好。並於十年後表示自己對克萊德的愛至死不渝
於StrikerS漫畫版當中，辭掉「阿斯拉」艦長的職務（但仍保有提督位階）的琳蒂，出任總局事務統轄官之職。
是日本遊戲《永恆戀曲3 莉莉卡露玩具箱》的角色，为小精灵和高町奈葉的使魔。
克萊德・哈洛溫，香港譯名：古拉德・哈洛溫，配音員：中田讓治，港：何承駿
為小說《-魔法少女奈葉-編年始篇》的主角。
克羅諾的父親，任職於時空管理局，23歲便擔任提督，為巡航艦「艾斯提亞」艦長，是吉爾最得意的弟子。
是個非常溫柔的人，年輕時與琳蒂在士官學校被人稱為「高材生與天才」。有著羅曼蒂克的一面，曾為了向琳蒂告白而親手種植了一大片秋櫻園。責任感極強，在處理闇之書事件時，巡航艦「艾斯提亞」遭到失控的闇之書奪取，為了解救全員而留到最後，並將項鍊交由執務官艾美利亞，請她轉告琳蒂「我愛她」。之後被旗艦「露西德」以虹光炮破壞殉職，年僅25歲。
艾蜜・里米艾塔 → 艾蜜・哈洛溫（Amy Limietta→Amy Harlaown）　臺灣官方譯為瑛美，配音員：松岡由貴，台：謝佼娟，港：魏惠娥
時空管理局的執務官補佐，阿斯拉艦的管制官，能力相當優秀。登場年齡為16歲。與克羅諾在士官學校時期是朋友，兩人有著姐弟般的感情。
StrikerS中與克羅諾結婚後，為了兒女暫時辭退管理局的職務

### 高町家相關
高町恭也（Takamachi Kyoya，配音員：綠川光，台：王品超，港：何承駿）
奈葉的哥哥。「御神真刀流小太刀二刀術不動派」的師範代。月村忍的男朋友。
高町美由希（Takamachi Miyuki，配音員：白石涼子，台：馬君珮，港：張雪儀）
奈葉的姐姐，就讀私立風芽丘學園二年級，劍術流派為由恭也所傳的「御神真刀流小太刀二刀術」，不同的昰恭也和士郎在流派內為不動派型，美由希為正統型。
高町士郎（Takamachi Shiro，配音員：一條和矢，台：王品超，港：郭俊廷）
奈葉的父親，咖啡店「翠屋」的店長、本地少年足球隊的教練，更早以前擔任保鏢。是「永全不動八門一派・御神真刀流小太刀二刀術」正式繼承者。在一次恐怖行動中，受到重傷後平安生還。(在原作永恆戀曲3裡被炸死，殉職)
高町桃子（Takamachi Momoko，配音員：（第一期、A's本篇）、竹内恵美子（Reflection），台：謝佼娟，港：錢惠玲）
奈葉的母親。咖啡店「翠屋」的點心師傅兼會計。

### 泰斯塔羅沙家相關
普蕾希亞·泰斯塔羅莎（Precia Testarossa，臺灣官方譯為普蕾希亞·特斯塔蘿莎，配音員：五十嵐麗，台：謝佼娟，港：莎拉）
菲特·泰斯塔羅莎的「母親」，本作的關鍵人物之一。原為管理局實驗開發小組隸屬的魔導師，在一次導致獨生愛女艾莉西亞死亡的魔導事故後，在米德基魯達地區失去蹤跡。為了將自己在開發人工生命體上的研究轉移來投注艾莉西亞的新生，她命令人造生命體失敗品─菲特奪取具有強大力量的太古遺產「寶石種子」，成為了一連串事件的開端。
在首季本篇末，其想法被阻止的她，跟著艾莉西亞的遺體一同墜入了虛數空間。在後世的紀錄中，將相關的事件稱為「普蕾希亞·泰斯塔羅沙事件」、或「寶石種子事件」。她的消失與其真正的想法，影響菲特相當深刻。魔法陣的顏色是深紫色。
在INNOCENT的世界中與琳蒂·哈洛溫同為模型屋T&H的店長，對艾利希亞和菲特感到驕傲。
艾莉希亞·泰斯塔羅沙（Alicia Testarossa，臺灣官方譯為阿哩希亞·特斯塔蘿莎，配音員：水樹奈奈，台：馬君珮，港：魏惠娥）
普蕾希亞·泰斯塔羅莎的獨生女，左撇子，活潑可愛。其5歲的時候，在一次魔導事故中意外身亡。本身魔法資質不明(對話中推斷應該不如菲特)，劇場版的評論提到魔力光為帶點綠的水藍色。
A's中，她在夢境中以菲特姊姊的身份登場，雖然年紀小但思緒成熟。
在INNOCENT的世界中並無身亡，以幫忙模型屋T&H宣傳Brave Duel而活躍著，雖然年紀比奈葉等人還大，但身材較為嬌小。
莉妮絲（Rynith，配音員：淺野真澄）
原為艾莉西亞所飼養的野貓，後與艾莉西亞在事故中一同死亡(劇場版為直接由普蕾希亞使其化作人形)。普蕾希亞將其遺體再製為使魔。繼承了普雷西亞的魔法知識，在菲特幼年時照顧她並啟蒙與指導菲特的魔法技巧，知道菲特為人工生命體，對普蕾希亞的想法相當不解。
深愛著菲特，對菲特有類似母親對孩子般的深厚感情。在其做為使魔的生命終止後，她守護菲特的信念，以某種形式留存給了菲特。菲特的法器·雷光戰斧，就是由她製作的。
在INNOCENT的世界中莉妮絲I是人類、模型屋T&H的打工娘，莉妮絲II只是普通的家庭寵物。

### 奈葉的朋友
亞麗沙·巴寧斯（Arisa Bunnings，臺灣官方譯為愛麗莎，香港譯名：亞麗沙·班寧斯。配音員：釘宮理惠，台：謝佼娟，港：魏惠娥）
是日本動漫《魔法少女奈葉 INNOCENT》 的女主角之一。
奈葉的同班同學與好友之一，是資本家家庭出身的千金小姐。個性頤指氣使、傲嬌，在某場打架(?)事件中和奈葉和鈴香認識成為朋友，才讓她轉變了個性。對於朋友間隱瞞事情的狀況不能接受，但她的生氣，卻是出自於關心、善意的生氣。她的成績相當優秀，很喜歡狗，在第一作中扮演了關鍵角色之一。
StrikerS中，她與鈴香一起升上了聖祥大學，雖然與忙於工作中的好朋友奈葉等人不常見面，但彼此間感情仍然相當好。
角色原型为日本游戏《永恒恋曲3》登场的幽灵「亞麗沙·羅微鲁」。
月村鈴香（Tsukimura Suzuka，配音員：清水愛，台：馬君珮，港：錢惠玲）
是日本動漫《魔法少女奈葉 INNOCENT》 的女主角之一。
奈葉的同班同學與好友之一，月村忍的妹妹，與亞麗沙一樣是資本家家庭出身的千金小姐。個性原先相當內向，直到與奈葉跟亞麗沙之間發生了某件事使彼此成為朋友後，個性才漸趨主動。與其個性恰成反比，鈴香的運動神經相當發達。很喜歡貓，常去圖書館的她，在A's中因為因緣際會，與八神疾風交談並認識，是本篇的關鍵角色之一。

### 月村家相關
月村忍（Tsukimura Shinobu，配音員：松來未祐，台：謝佼娟，港：莎拉）
高町恭也從高中時期的同學兼女友。月村鈴香的姐姐。喜歡大型機器。
諾愛爾·K·Ehrlichkeit（Noel K. Ehrlichkeit，配音員：冰青，港：顧詠雪）
月村家的女僕，法琳的姐姐、月村忍的専属女僕。
法琳·K·Ehrlichkeit（Farin K. Ehrlichkeit，臺灣官方譯為華綾，配音員：谷井あすか，台：謝佼娟，港：張雪儀）
月村家的女僕，諾愛爾的妹妹、月村鈴香的専属女僕。腦筋有點不靈光。

## 魔法少女奈葉A's
注意：以下列表部分中文譯名並非官方版本，而是網路上約定俗成的稱法。

### 主要角色
八神疾風（Yagami Hayate，臺灣官方譯為哈雅貼，配音員：植田佳奈，台：謝佼娟）
是日本动漫《魔法少女奈葉A's》、《魔法少女奈葉StrikerS》中的主角之一。
A's篇的核心人物。
A's中，生日為6月4日，登場年齡為9歲，居住於海鳴市，因為暗之書的侵蝕而造成身體逐漸麻痺(登場時腳部已無法正常運動)，沒有親人，但由時空管理局的顧問吉爾·格雷姆定期提供金錢協助其生活，將守護騎士們視為自己的親人，十分珍惜與愛護，雖然疾風的遭遇相當令人同情，但是她的心地卻非常善良，而且總能設身處地的為別人著想，也因此有著隱藏心事的習慣。
StrikerS中，登場年齡為19歲，任職於時空管理局，因為暗之書已不存在，所以雙腳已經恢復正常，擔任的職位是特別搜查官。階級為二等陸佐(相當於中校)。與高町奈葉、菲特·泰斯塔羅沙、一同被認為是管理局的王牌（ACE）。經過了此次事件，她與六課的同仁領悟到唯有各盡其責才能避免重蹈覆轍，也因此更堅信的踏出各自邁向未來的道路。
註:疾風身為空戰魔導師卻被分配到陸戰魔導師的階級，主要是她在地面部隊的職位中主要負責後方的指揮等工作，而地面部隊的後勤單位階級一般以"陸"為大宗，所以陸戰魔導師裡也有少數具有飛行能力的人。
在廣播劇「出張・機動六課!!? 緊急捜索任務in海鳴市?」中所提到，疾風會對家人以及較親密的同性朋友以身體檢查和增進親密關係為理由進行襲胸，最初是在九歲時對就寢中的席格娜下手，目前奈葉、菲特、亞麗沙、鈴香及六課所有女性成員已全被她揉過。疾風大多都在工作以外的時候下手，有時也會被六課成員反過來襲胸。結果現在六課的女性成員有時會稱疾風為「揉乳魔（揉み魔）」或「襲胸魔人（おっぱいマニア）」。
INNOCENT中，登場年齡為10歲，但已經是經過多次跳級的大學畢業生，且雙腳行動正常。與家人們經營著舊書店-八神堂，同時作為店長與「Brave Duel」的玩家。

### 守護騎士（）
（Wolkenritter的正式漢字，已於2006年12月號Megami雜誌上連載的StrikerS漫畫版正式訂為「守護騎士」）
守護騎士（或稱貝爾克騎士）是闇之書所自動產生的守護系統，一共分為「神劍騎士」席格娜（香港譯名：希格娜）（シグナム）、「鐵鎚騎士」薇塔（香港譯名：衛塔）（ヴィータ）、「湖畔騎士」夏瑪爾（香港譯名：莎瑪露）（シャマル）、「聖盾之守護獸」札斐拉（ザフィーラ）四個部分。他們為了共同的目標各司其職，其人格與魔力都是由闇之書所支配著。
他們的外貌與常人並無不同，但藉著闇之書的無限轉生特性，間接的被賦予了無限的肉體生命。
在闇之書事件後，由於支配者闇之書的崩壞，他們在最後得以成為各自獨立的個體。但是也因此成為了有限的肉體生命。
席格娜（Signum，臺灣官方譯為希葛藍姆，香港譯名：希格娜。配音員：清水香里，台：謝佼娟，港：魏惠娥）
守護騎士們的領袖，「神劍騎士」，聲優是清水香里，外表年齡約19歲(StrikerS 29歲)。
是日本动漫《魔法少女奈葉A's》女主角之一。
席格娜的性格冷靜，沉默寡言。相當具有騎士道精神的她會使用男性的口吻和敬語與人談話，喜歡的事物是和食和入浴。
胸圍傲人，但因為這點所以被疾風襲胸的緣故，所以本人覺得相當的煩惱。
有著與菲特將魔力轉換為電氣的類似特殊技能「魔力轉換・火焰」，所以有著讓劍燃燒出火焰的能力。
名字取自於歐寶汽車生產的車款Signum。
薇塔（Vita，臺灣官方譯為威達，香港譯名：衛塔。配音員：真田麻美，台：馬君珮，港：莎拉）
「鐵鎚騎士」，聲優是真田麻美，外表年齡約8歲(StrikerS 18歲)。
是日本动漫《魔法少女奈葉A's》女主角之一。
薇塔個性活潑，是四位騎士中最外向的，她很尊敬跟喜歡善解人意的疾風。
名字取自於歐寶汽車生產的小型車Corsa在日本販售時所用的名字VITA。
夏瑪爾（Shamal，臺灣官方譯為莎瑪兒，香港譯名：莎瑪露。配音員：柚木涼香，台：李涵菲、港:張雪儀）
「湖畔騎士」，聲優是柚木涼香，外表年齡約22歲(StrikerS 32歲)。
是日本动漫《魔法少女奈葉A's》女主角之一。
守護騎士中的參謀與後援，個性溫柔，善解人意，與席格娜相當談的來。
胸圍是與席格娜同等級的巨乳，但不在意被疾風襲胸。
名字取自於義大利跑車品牌瑪莎拉蒂所生產的Shamal
札斐拉（Zafira，臺灣官方譯為扎飛拉，配音員：一條和矢，台：王品超，港：郭俊廷）
「聖盾之守護獸」，聲優是一條和矢，外表年齡約20歲(StrikerS 30歲)。
是日本动漫《魔法少女奈葉A's》男主角之一。
札斐拉個性跟席格娜類似，平時以與艾爾芙一樣以狼犬外表示人。
名字取自於歐寶汽車生產的車款Zafira。

### 時空管理局
蕾蒂·羅蘭（Leti Lowran，配音員：鈴木菜穗子（A's本篇、StrikerS）、大原沙耶香（THE MOVIE 2ND A's、Reflection、Detonation），台：謝佼娟）
時空管理局本局運用部的提督，是同在提督位階的琳蒂的好友。職責上也負責人事進用的她，對於有段不被旁人認可的背景的菲特與疾風，採取了用人唯才的態度，最終菲特與疾風也以實績來回報她的用心。
個性沉穩，育有一子－格利斐斯·羅蘭。
吉爾·克雷姆（Gil Graham，配音員：長克巳，港：盧傑）
香港譯名：吉爾·格雷姆。時空管理局的顧問官，莉澤姊妹是他的使役魔。他在管理局中是元老級人物，不但實戰經驗豐富，人脈、權利都相當大，是克羅諾景仰的對象。與魔法邂逅的歷程和奈葉類似，是在某次偶然中救了負傷的管理局隊員，其後入局工作，兩人也如出一轍的擁有正義感與溫和的個性。
在A's中，冒名為疾風父親的友人，定期為疾風提供生活費。據本人說法，這麼做的原因是「希望她在因闇之書而死之前過一段幸福快樂的日子。」。
闇之書事件結束後，自請離職的他，與莉澤姊妹回到他在地球的故鄉－英國隱居，默默的在背後支持疾風一家。
瑪莉愛爾·艾典澤（Mariel Atenza，配音員：阪田佳代，港：顧詠雪）
香港譯名：瑪莉愛爾·麗典澤。時空管理局本局的精密技術官，暱稱「瑪莉」，是艾蜜的晚輩。負責法器維修的她，回應了升騰之心與巴爾迪修的要求，和艾蜜一同為兩台魔導器安裝上貝爾卡系魔力彈裝填系統。對於ReinforceⅡ的誕生，她也有諸多貢獻。
StrikerS中，升任為本局第四技術部的主任，因負責了昴及銀河的機械身體檢查，與陸士108部隊的關係匪淺。之後隨同銀河等人，一起調任至機動六課。
莉澤艾莉亞（Aria Liese，配音員：谷井明日香，港：魏惠娥）
吉爾·克雷姆提督的雙胞胎使役魔中的姐姐，通稱為「艾莉亞」，對於其主人十分忠心。與妹妹蘿蒂相比，其個性較為沉穩，是克羅諾魔法方面的老師。
闇之書事件結束後，陪伴在主人克雷姆的身旁，一同過著隱居的生活。
莉澤蘿蒂（Lotte Liese，配音員：松來未祐）
吉爾·克雷姆雙胞胎使役魔中的妹妹，通稱為「蘿蒂」。與姐姐相比，其個性較為活潑，似乎對正太有奇特的愛好。同時也是克羅諾近戰格鬥的老師。
闇之書事件結束後，陪伴在主人克雷姆的身旁，一同過著隱居的生活。

### 其他
石田幸惠（Ishida Sachie，配音員：佐久間紅美，台：馬君珮，港：魏惠娥）
八神疾風的主治醫師，非常關心疾風不知名疾病的病況。
假面的戰士（The Warrior of Mask，配音員：檜山修之，港：何承駿）
在A's中數度介入奈葉與菲特等人的戰鬥，其各方面能力都相當高強，擁有能一瞬間束縛奈葉與菲特兩人的能力。在第10話中面具被克羅諾摘下，並被強制顯出原形－是遵從克雷姆指令而行動的莉澤姊妹。
夜天的魔导书的意志→琳芙斯‧艾茵斯（香港譯名：統御之力）（Book of Darkness→Reinforce Eins，配音員：小林沙苗）
是夜天的魔导书其管制人格，但是功能中有重大的欠损，与主人融合时会发生严重的失控。最后琳芙斯在疾风的觉醒下，决心与其一同阻止失控的防御程式。之后思考其失控的根源是自己后，决定提出自我毁灭的要求。她的消失，是疾风心中一直最挂念的事情。
在魔法少女奈叶 A's 携带版：王牌空战中，由于奈叶和菲特劝她不要离开而还活着，不过只剩下4个月的时间而已。因为还活着的关系，夜天的魔导书又再次失控，制造出奈叶、菲特、疾风，还有很多人的分身。知道这件事后，为了补过之前自己所犯的错误而自行对付，后来发觉到自己的力量开始慢慢地虚弱，只靠自己的力量并不够。与闇王对战时，疾风为了帮助她而自愿进行融合而给予更强大的力量对付闇王并胜利。在魔法少女奈叶 A's 携带版：命运齿轮中，发现闇王、修缇露、还有莱维复活而与主人疾风再次一起战斗。后来与疾风融合一起对付U-D并胜利。最后在弗洛利安两姐妹和暗王三人组一起回到两姐妹的时代的4个月后与原作一样自我毁灭来把防御程式给毁灭。
在INNOCENT的世界中为普通人并还活着，名为“八神琳芙斯‧艾茵斯”。八神堂店员，晚上在夜校学习建筑学，是本作唯一一个负责在后方作为支援的玩家，但实际上有很强的近战能力。大多称呼疾风吾主，疾风对此也相当困扰。
艾历克斯（Allex，配音員：平井啓二，港：郭俊廷）
香港譯名：艾历斯
兰迪（Landy，配音員：柿原徹也，港：何承駿）
与库洛诺和艾咪相识很久的通信・情报分析员。

## 魔法少女奈叶A's 携带版&剧场版

### 構築体&UD
星光歼灭者→修缇露・萨・迪斯特拉库达（Material-S→Stern the Destructor，配音員：田村由香里）
于魔法少女奈叶 A's 携带版：王牌空战、魔法少女奈叶 A's 携带版：命运齿轮和魔法少女奈叶Reflection中登场，以暗之书中记下的高町奈叶的魔力中诞生的構築体，外貌和服装与奈叶一样除了发型和颜色之外。生前的名字为修缇露・萨・迪斯特拉库达，性格为冷静、认真、沉默寡言，与奈叶的性格正好相反。为紫天之书的部下。刚诞生时因为不知道自己是谁而在海鸣市中游走，遇见自己的真身奈叶，因为好奇而对付她，被奈叶打败之后了解奈叶为何而战而消失。之后在命运齿轮中复活并知道自己生前的名字和学会新招式而再次与奈叶战斗，再次被奈叶打败后了解奈叶的性格就离开然后与暗王两人还有琦莉耶合作把阿米蒂埃赶走，后来与暗王两人还有琦莉耶一起把U-D给诞生但是被刚诞生的U-D杀死，然后被莱维所救而复活。后来为了要把U-D给封印而打算牺牲自己但是反而被杀死而失败，在临死前把自己所有的魔力给暗王。最后靠暗王把魔力给分开而再次复活，与弗洛利安两姐妹们一起回到她们的时代一起把厄立特里亚给恢复原状。
在INNOCENT的世界中为普通人，登场年龄为10岁，名为“修缇露·斯达库斯”（シュテル・スタークス）。跳级读高中2年级，为Brave Duel的玩家。
雷刃袭击者→莱维・萨・史拉夏（Material-L→Levi the Slasher，配音員：水树奈奈）
于魔法少女奈叶 A's 携带版：王牌空战、魔法少女奈叶 A's 携带版：命运齿轮和魔法少女奈叶Reflection中登场，以暗之书中记下的菲特·泰斯塔罗沙的魔力中诞生的構築体，外貌和服装与菲特一样除了颜色之外。生前的名字为莱维・萨・史拉夏，性格为好玩、天真、孩子气，与菲特的性格正好相反。为紫天之书的部下。刚诞生时因为不知道自己是谁而在海鸣市中游走，遇见自己的真身菲特，因为好奇而对付她，被菲特打败之后觉得战斗很快乐而消失。之后在命运齿轮中复活并知道自己生前的名字和学会新招式而再次与菲特战斗，再次被菲特打败后很不服气而不高兴，菲特给她吃糖果然后离开，与暗王两人还有琦莉耶合作把阿米蒂埃赶走，后来与暗王两人还有琦莉耶一起把U-D给诞生但是被刚诞生的U-D杀死，然后靠自己的强大意志力使得自己复活，把暗王和修缇露给复活。后来为了要把U-D给封印而打算牺牲自己但是反而被杀死而失败，在临死前把自己所有的魔力给暗王。最后靠暗王把魔力给分开而再次复活，与弗洛利安两姐妹们一起回到她们的时代一起把厄立特里亚给恢复原状。
在INNOCENT的世界中为普通人，登场年龄为10岁，名为“莱维·拉赛尔”（レヴィ・ラッセル）。跳级读高中1年级，为Brave Duel的玩家。
暗王→罗德・迪亚琪（Material-D→Lord Dearche，配音員：植田佳奈）
于魔法少女奈叶 A's 携带版：王牌空战、魔法少女奈叶 A's 携带版：命运齿轮和魔法少女奈叶Reflection中登场，以暗之书中记下的八神疾风的魔力中诞生的構築体，外貌和服装与疾风一样除了颜色之外。生前的名字为罗德・迪亚琪，性格为活泼、很自大，与疾风的性格正好相反而且很讨厌她。为紫天之书的主人。刚诞生时因为不知道自己是谁而在海鸣市中游走，遇见自己的真身疾风，因为讨厌她而对付她，被疾风打败之后很生气但认为这样一点都不坏而消失。之后在命运齿轮中复活并知道自己生前的名字和学会新招式而再次与疾风战斗，再次被疾风打败后很不服气而生气，觉得与疾风谈天浪费时间而离开，然后与修缇露两人还有琦莉耶合作把阿米蒂埃赶走，后来与暗王两人还有琦莉耶一起把U-D给诞生但是被刚诞生的U-D杀死，然后被莱维所救而复活。然后修缇露和莱维为了要把U-D给封印而打算牺牲自己，本人想她们住手但是不听命令。后来修缇露和莱维反被U-D杀死而封印失败，两人把剩余的魔力给完她，之后因为修缇露和莱维的死而伤心和非常愤怒。后来与所有人包含薇薇欧、艾茵哈特、托玛、莉莉在内一起对付U-D并胜利。最后与弗洛利安两姐妹们一起回到她们的时代一起把厄立特里亚给恢复原状。
在INNOCENT的世界中为普通人，登场年龄为10岁，名为“狄亚琪·K·库罗迪亚”（ディアーチェ・K（キングス）・クローディア）。跳级读高中2年级，为Brave Duel的玩家。
U-D→尤莉・艾贝尔梵茵（Unbreakable Dark→Yuri Eberwein，配音員：阿澄佳奈）
于魔法少女奈叶 A's 携带版：命运齿轮和魔法少女奈叶Reflection中登场，由暗之书中记下连守护骑士和天使之翼都不知道的的资料中诞生，为整个游戏中的最终头目。生前的名字为尤莉·艾贝尔梵茵，性格为温柔、心地善良。为紫天之书的王。在刚诞生时把構築体三人组给杀死，对付弗洛利安两姐妹，之后与已经复活的修缇露和莱维战斗并把她们再次杀死。后来对付所有人包含薇薇欧、艾茵哈特、托玛、莉莉在内但输了，之后被暗王所救。最后与弗洛利安两姐妹们一起回到她们的时代一起把厄立特里亚给恢复原状。
在INNOCENT的世界中为普通人，登场年龄为8岁，为Brave Duel的玩家和葛兰兹博士的助手。

### 厄立特里亚星
阿米蒂埃·弗洛利安（Amitie Florian，配音員：户松遥）
于魔法少女奈叶 A's 携带版：命运齿轮和魔法少女奈叶Reflection中登场的主要角色之一，为了使厄立特里亚恢复原来的模样而制造出来的人造人，被称为“命运守护者”，琦莉耶的姐姐。性格为热血、认真，但有时候会因为热血的性格而徒劳无功。由于琦莉耶打算逃走而时光倒流回到新历66年，被其妹妹和暗王三人组合作赶走，为了救琦莉耶而打算牺牲自己，之后被时空管理员的人所救。后来与所有人包含暗王、薇薇欧、艾茵哈特、托玛、莉莉在内一起对付U-D并胜利。最后与妹妹和暗王三人组一起回到两姐妹的时代一起把厄立特里亚给恢复原状。
在INNOCENT的世界中为普通人，登场年龄为18岁，为葛兰兹博士的女儿还有Brave Duel的玩家。
琦莉耶·弗洛利安（Kyrie Florian，配音員：佐藤聡美）
于魔法少女奈叶 A's 携带版：命运齿轮和魔法少女奈叶Reflection中登场的主要角色之一，为了使厄立特里亚恢复原来的模样而制造出来的人造人，被称为“时间操作手”，阿米蒂埃的妹妹。性格为有点酷、嫉俗、天然呆。由于讨厌阿米蒂埃而时光倒流回到新历66年，与暗王三人组合作赶走其姐姐。后来帮助暗王三人一起把U-D给诞生但是被刚诞生的U-D攻击并对付她，之后被时空管理员的人抓着然后帮助奈叶她们。后来与所有人包含暗王、薇薇欧、艾茵哈特、托玛、莉莉在内一起对付U-D并胜利。最后与姐姐和暗王三人组一起回到两姐妹的时代一起把厄立特里亚给恢复原状。
在INNOCENT的世界中为普通人，登场年龄为17岁，为葛兰兹博士的女儿还有Brave Duel的玩家。
葛兰兹·弗洛利安（Granz Florian，配音員：浜田贤二（INNOCENT Sound Stage））
于魔法少女奈叶 A's 携带版：命运齿轮和魔法少女奈叶Reflection中短暂登场，制造弗洛利安两姐妹的科学家。为了使厄立特里亚恢复原来的模样而制造出弗洛利安两姐妹。由于患上不治之病而去世。
在INNOCENT的世界中还活着，为Brave Duel的制造者，所有人都称他为博士。同时与杰尔·斯卡利艾迪是敌对对手的科学家。
艾蕾诺亚·弗洛利安（Eleanor Florian，配音員：伊藤加奈惠）
于魔法少女奈叶Reflection中短暂登场，弗洛利安两姐妹的母亲，与葛兰兹一样也是科学家。为了使厄立特里亚恢复原来的模样而与葛兰兹一起做研究。
伊莉丝（Iris，配音員：日笠阳子）
于魔法少女奈叶Reflection中登场，琦莉耶的青梅竹马和好友，从小就一直居住在一间已经残废的教会上最长大。
性格为善良，乐于助人，不能把在自己面前遇到困难的人不管。为了使厄立特里亚恢复原来的模样而与琦莉耶一起去到地球上。
菲尔·麦克斯韦尔（Phil Maxwell，配音員：山寺宏一）
于魔法少女奈叶Detonation中登场，被称为厄立特里亚星里最伟大的科学家，是厄立特里亚星重生研究所的所长，同时也是伊莉丝的制造者。

### 其他人物
月村俊（Tsukimura Shun，配音員：高坂宙）
于魔法少女奈叶Reflection中登场，铃香的父亲，月村施工的经理。
月村春菜（Tsukimura Haruna，配音員：佐野尚美）
于魔法少女奈叶Reflection中登场，铃香的母亲，月村施工的经理。
戴维比多·巴宁斯（Davis Bunnings，配音員：高桥大辅）
于魔法少女奈叶Reflection中登场，亚丽沙的父亲。
朱迪·巴宁斯（Jodie Bunnings，配音員：大井麻里衣）
于魔法少女奈叶Reflection中登场，亚丽沙的母亲。
御神美沙斗（Mikami Misato）
于魔法少女奈叶Reflection THE COMICS中短暂登场，奈叶的阿姨。

## 魔法少女奈葉StrikerS

### 機動六課
ReinForce II（Reinforce Zwei，配音員：野上由加奈，港：錢惠玲）
階級，機動六課部隊長輔佐/空曹長。
原A'S 天使之翼(闇之書)消失後出生的八神家族最小女兒 天使之翼II，取名琳。
昴·中島（Subaru Nakajima，配音員：齋藤千和、港 : 張雪儀）
《魔法少女奈葉StrikerS》中的主角之一。
登場年齡15歲，任職於時空管理局陸士386部隊，階級是二等陸士。她的個性有些大而化之，相當喜歡吃冰淇淋，且食量很大，從外表到與人相處，都給人一種活潑開朗的感覺。時常帶給周遭同伴歡笑的她，內心深處是有些軟弱的，與奈葉的相遇與認識，是她乃至於一生的轉折。她與蒂雅娜在陸士訓練學校因為某種奇特的關係而認識，兩個人不僅僅是最佳搭檔，也是彼此最知心的朋友。機動六課解散後，依照自身的希望轉入特別救助隊。以先鋒隊長的身分，持續活躍於災害救護、生還者救援等工作的最前線。和銀河·中島一樣 同樣身為戰鬥機人「TYPE-0」2號機，固有技能为“震动破碎”。名字參考日本汽車品牌速霸陸(速霸陸音同日文的昴)。
緹亞娜·蘭斯特（Teana Lanster，配音員：中原麻衣，港：莎拉）
《魔法少女奈葉StrikerS》中的主角之一。
香港譯名：蒂亞娜·蘭斯特，登場年齡為16歲，任職於時空管理局陸士386部隊，階級是二等陸士，暱稱為「緹亞」(ティア)。個性有些好強，總把自己的所有想法藏在心中，因此造成她顯得有點孤傲。但實際上她卻是個內心深處相當軟弱的女孩，由於成長的路上數度的受傷，加上沒有知心好友與親人的陪伴，使她不自覺的「武裝」上自己的堅強來應對其他人。她與昴在陸士訓練學校因為某種奇特的關係而認識，因為昴的開朗與健談，讓她慢慢的改變了自己，兩人也因此成為了彼此的知己。
動畫前期（1～9話）描述了緹亞娜外在個性的原因，以及她為何因此堅持自己目標的原因。劇情中著重刻畫了昴與緹亞娜兩人的友誼。名稱取自日產汽車所生產的型號日產天籟。動畫中期（10～18話）以其冷靜的指揮官性格活躍在劇情中。動畫後期（19～26話）與多位「序印者」遭遇而陷入苦戰，但在最後關頭逆轉，並且與昴活躍在救援隊長們的行動中。機動六課解散後，她成為了菲特的第二位執務官補佐，為了自己的夢想與理念而努力著。
艾利歐·蒙迪爾（Erio Mondial，配音員：井上麻里奈，港：顧詠雪）
《魔法少女奈葉StrikerS》中的主角之一。
香港譯名：艾利奧·萬迪爾，登場年齡10歲，階級是三等陸士。個性溫和、有禮。和菲特擁有相似的過去，原為父母為取代死去的兒子而製作的人造生命體，後被管理局看護中心以及菲特所保護。菲特並對其視若親子。加入機動六課之後，與同伴們的相識與歷練，讓他堅定了通往夢想之路的意志以及力量。機動六課解散後，與凱珞一同加入了邊境自然保護隊，做為與凱珞搭擋的龍騎士，跟她一起為了自己的夢想與理念而努力著。擁有著與菲特相同的電氣變換資質。因為與昴同屬前鋒工作的緣故，故食量相當的大。名字參考日本鈴木汽車生產的型號Aerio。
凱珞·露·露茜（Caro Ru Lushe，配音員：高橋美佳子，港：魏惠娥）
《魔法少女奈葉StrikerS》中的主角之一。
登場年齡為10歲，原先任職於邊境自然保護隊，階級為三等陸士。
出身於少數民族部落，年幼時曾因自身擁有太過危險的強大能力而遭到流放，是菲特成為她的監護人並保護了流離失所的她。
為年齡相仿，她與艾力歐相當合的來，兩人隨著劇情擁有了相當親密的關係，但因為過去沒有與年齡相仿的異性相處的經驗，所以並沒有一般女孩所擁有的害羞感，甚至不介意被艾利歐不小心碰到胸部甚至是一起洗澡，這點讓單純的艾利歐常處於尷尬的狀態。
機動六課解散後，她與艾力歐一起回到了邊境自然保護隊，作為龍召喚師而執勤著。
名字參考馬自達生產的輕型車Carol
使用喚獸
弗利德里希（Friedrich，配音員：高橋美佳子）
凱珞的使役龍，暱稱弗利德。平常是迷你的小龍型態，由凱珞指示牠口出強力的火球作為攻擊戰力，而自身是由凱珞親自孵化的。
真實姿態是身長超過十公尺的巨龍，被稱作「白銀的飛龍」。因為龍相當的敏感，只要稍有刺激便會對周遭進行大規模的破壞，就算是幼龍的破壞力也不可小看，在機動六課首次出任務時，因為凱珞想保護艾利歐的心情，導致了「龍魂召喚」對弗利德的完全控制成功，在之後的模擬戰和實戰中便經常出現。在機動六課解散後認艾利歐為另一個主人，作為他執行任務時的坐騎。
伏爾泰（Voltaire）
凱珞所召喚出來的巨龍，在遠古時期有著守護龍般的強大存在。
在機動六課被襲擊的結尾中、因為凱珞想守護被自己視為歸宿的時空管理局而被召喚出來。因外型是兩腳站立的緣故，所以與其說是龍，反而應該說是龍人。不但外型巨大，攻擊力也相當驚人，曾以一發攻擊就將企圖毀滅陸上本部的大量拓發者全部消滅。
有關凱珞的主要劇情
動畫前期（1～9話）
描述了凱珞與艾利歐的相遇，以及她在機動六課最初的狀況。
動畫中期（10～18話）
此時期與艾利歐已相當親密。
在後段，為了被自己視為歸宿的時空管理局不被毀滅，召喚出了傳說的巨龍「伏爾泰」。
動畫後期（19～26話）
為了拯救璐緹希雅並傾聽她的心聲，與其發生了激烈的戰鬥。
機動六課解散後，與艾利歐作為搭檔回到了邊境自然保護隊。
凱珞的魔法相關資料
法器：天命仙羽
法器型態：通常模式&第二模式&第三模式
魔法術式：米德其魯達式
魔法陣顏色：粉紅色。
魔法等級：陸戰C＋（StrikerS）
戰鬥定位：輔助&召喚
使用招式
強化・火神庇護(Boost Up Barret Power)
強化使用目標射擊威力的輔助魔法。
強化・風神俊翼(Boost Up Acceleration)
強化使用目標機動力的輔助魔法。
詠唱文『遵從我的召喚，疾風的神翼，將馳騁的勇力，賜予年輕的槍騎士。』
破邪聖輝(Enchant Field Invalid)
賦予目標使用讓AMF無效的輔助魔法。
詠唱文『遵從我的召喚，聖銀的神劍，以祝福的閃光，照亮年輕槍騎士的利刃。』
戰神雄威(Boost Up Strike Power)
賦予目標提升攻擊力。
詠唱文『祈禱的霞光啊，將神力賦予勇猛的戰士。』
飛箭光梭(Shooting Ray)
攻擊魔法，以兩發弧形光束射擊對手。
激風炙火(Blast Flare)
弗利德發射的攻擊用火球，但通過凱珞的輔助魔法，而附加了爆炸效果和簡單的束縛魔法。
但爆炸後的火炎威力並不強，所以束縛效果也不明顯。
激風濤炎(Blast Ray)
弗利德真正的型態所發射的火焰攻擊，攻擊傷害遠遠超出激風炙火的威力。
格利斐斯·羅蘭（Griffith Lowran，配音員：箭內仁，港：郭俊廷）
17歲，原先任職於2038航空隊的指揮官副官，階級為準陸尉，轉任至機動六課時則擔任機動六課的指揮官副官。他是前作登場的本局提督蕾蒂之子，莎莉歐跟他是青梅竹馬，深受疾風的倚重。
在StrikerS尾聲，他轉任至次元航行部隊，以執務官的身分在所屬艦船中工作著。
名字取自於英國車商TVR所生產的Griffith
莎莉歐‧菲尼諾（Shario Finieno，配音員：伊藤靜，港：錢惠玲）
階級一等陸士，工程設計師兼機動六科通訊主任。
StrikerS尾聲，復歸次元航行隊，擔任菲特·T·哈洛溫副官。
維斯·格藍修尼克（Vice Granscenic，配音員：中村悠一，港：何承駿）
原先任職於首都航空隊運輸部第二班，階級為陸曹，後轉任至機動六課時則擔任機動六課的直昇機駕駛員。他更早之前是任職於武裝隊，擁有優秀的實力，是席格娜屬下的隊員，因此而結識了八神一家。但之後在一次任務中射擊失誤而使自己的親生妹妹左眼受損，受到打擊後因此轉為從事喜愛的直昇機駕駛員。
在StrikerS中，他以前輩的身分與寬厚的個性受到新人們的尊敬，並且在接近結尾部分突破自我心理障礙而活躍著。六課解散後，他仍從事直昇機的駕駛工作，同時他也回到了武裝隊就職。
名字取自於法國汽車公司雷諾所生產的型號Scénic
亞露特·庫拉艾特（Alto Krauetta，配音員：升望，港：魏惠娥）
原先任職於首都航空隊運輸部第二班，階級為二等陸士，轉任至機動六課時則擔任機動六課的機器整備員與通信士。因為家庭成員都是男性的因素，她的言語與性格有許多很像男生的地方。與璐基諾不論於公於私都是相當好的朋友與搭檔，而且和六課的新人們的交情也相當不錯。對於駕駛直升機也抱有濃厚的興趣，維斯在劇情中受傷後，就是由她自告奮勇的接任直昇機的駕駛工作。
名字取自於鈴木汽車所生產的型號Alto
六課解散後，她正式被地面本部採用為直昇機的駕駛員，並且開始從事相關的任務。
璐基諾·莉莉耶（Lucino Liilie，配音員：野上由加奈，港：吳梅）
原先任職於次元航行部隊，擔任所屬艦艇「阿斯拉」上的事務員與通信士，階級為二等陸士，轉任至機動六課時則擔任機動六課的經理事務員與通信士。與阿露特是好朋友與搭檔。在18話後，回到阿斯拉的她還擔任了操舵手的職務。
六課解散後，她擔任格利斐斯的事務官補佐與所屬艦艇的操舵手補佐，為了成為正式的操舵手而努力著。

### 總局及地面本部人員
雷吉亞斯·蓋茲（Regius Gaiz，配音員：石原凡，港：郭俊廷）
時空管理局地面本部之防衛首長，階級為中將，有「地面正義守護者」之稱。本人不但擁有40年的豐富資歷，其人脈、權利都相當闊達。除此以外還善用政治手腕拉攏最高評議會以及傳說中的三提督，是位政治與軍事都相當具有影響力的人物。他的思想與發言相當激進，不斷以「守護地面安全」為由交涉，強化地面本部的軍事力量，而且對於一直依賴魔法力量的總局以及教會相當反感，一直想試圖找出其缺點，加以撻伐，藉以提高自己的聲勢。
表面上守護正義，背地裡卻為了更強大的軍事力量而和傑爾·斯卡利艾迪進行交涉，試圖得到戰鬥力高強的「戰鬥機人」的力量。在這個計劃中好友傑斯特與其隊員卻被還在試驗運作階段的戰鬥機人們殺死，其心中一直抱有一份愧疚。後被序印者2號－都艾偷襲殺死。
奧莉絲·蓋茲（Auris Gaiz，配音員：桑谷夏子，港：吳梅）
時空管理局地面本部的防衛首長秘書，階級為三佐，同時也是雷吉亞斯的女兒。說話刻薄而且得理不饒人，對於疾風的過去也有知聞，並因此厭惡疾風。雖然對於父親的計畫與作風頗有疑惑，但還是盡心盡力的為父親辦事。
名字取自於豐田汽車生產的車款Auris。
拉爾戈·基爾（Largo Kiel）
總局武裝榮譽元帥，是支撐時空管理局自黎明期至今的「傳說中的三提督」中的一人。
雷奧尼·菲爾斯（Leone Phils）
總局法務顧問，是支撐時空管理局自黎明期至今的「傳說中的三提督」中的一人。
米澤德·克倫貝爾（Midget Crowbel，配音員：清水香里，港：張雪儀）
總局統幕議長，是支撐時空管理局自黎明期至今的「傳說中的三提督」中的一人。
最高評議會
是時空管理局黎明期前的舊曆時代便存在的三個人，是他們一同平定了混亂的世界。之後為了守護世界而決定拋棄其肉體，將自己仍有意志的「腦」置於容器內存活至今。他們在管理局黎明期給予技術，並且協助建立相關的制度。但卻因為某個事件而與總局意見分歧，之後似乎在暗中計畫著一些事情。與雷吉亞斯因此成為了本作中的關鍵人物之一。後被混入總局進行諜報工作的序印者2號－都艾殺害。
維洛薩·艾克斯（Verossa Acous，配音員：小野大輔，港：郭俊廷）
時空管理局總局的督察官，是卡莉姆的義弟，自小在教會成長，是卡莉姆跟莎赫兩人扶養長大的。疾風經常稱呼他為「洛薩」，不僅與疾風、卡莉姆的私交很好，並且與克羅諾、尤諾等人都有良好的關係。
身為古代貝爾卡式魔法繼承者之一，他擁有稀有技能無限獵犬，該能力能夠迅速的搜查出所找尋的東西，在他的職務方面有大幅的幫助。魔法陣的顏色是綠色。

### 陸士108部隊
銀河·中島（Ginga Nakajima，配音員：木川繪理子、早見沙織（Vivid），港：莎拉）
登場年齡為17歲，階級為陸曹，在部隊中擔任搜查官一職，是昴的姐姐。心智成長比昴早熟很多，她不但是最了解昴的人，而且也以姐代母職的身份陪伴著昴的成長。和昴同樣身為戰鬥機人「TYPE-0」號機，擁有固有技能「旋流鑽刺」，魔法陣的顏色是藍紫色。
跟昴與奈葉的際遇一樣，她也相當仰慕曾救她一命的菲特，並且在15話中轉任至機動六課進行協助。機動六課解散後，她與父親一同負責願意接受再教育的序印者們的教育工作而努力著。
食量與昴差不多大。
原野·中島（Genya Nakajima，配音員：大川透，港：盧傑）
陸士108部隊的部隊長，階級是三等陸佐。是昴與銀河的父親。疾風曾以研習為目的加入了他的部隊，並且因此相互認識，疾風也一直視他為自己的老師一般尊敬。他的內心一直對於妻子桂特的死感到疑惑，在遵從其遺願，扶養昴與銀河的同時，也暗中從事著相關的調查。並且預期到事件的擴大，派銀河等人前往協助機動六課。
機動六課解散後，他與銀河一同負責願意接受再教育的序印者們的教育工作。

### 傑斯特隊
傑斯特·格蘭蓋茲（Zest Grangeitz，配音員：相澤正輝，港：盧傑）
傑斯特隊的隊長，經常與璐緹希雅一同行動的高大男子，和雷吉亞斯曾為戰友。後在自己與隊員們的一次行動中，被實驗運作中的序印者5號－琴柯殺死，遺體在那之後被傑爾回收作為人造魔導師的實驗素材而再生。埃基特常稱呼他為「大哥」，並且相當尊敬他。時常牽掛著精神遭到控制的璐緹希雅，並曾在她的請求下和她一起搜索聖遺晶石。
在StrikerS尾聲，意識到自己身為騎士的意志即將結束，將唯一的牽掛埃基特托付給了席格娜後死去。
名字取自於本田汽車生產的型號Zest。
桂特·中島（Quint Nakajima，配音員：百百麻子，港：錢惠玲）
傑斯特隊的成員之一，是昴跟銀河的母親，原野的妻子，跟梅格奴是相當好的搭檔與朋友。在第18話中揭露昴與銀河並非她和丈夫所親生，而是不知名的人士竊取了她的遺傳資料利用戰鬥機人技術育成的。桂特在一次搜查任務中將方時年幼的兩人救出，基於母性而提議將兩人正式收為自己的女兒。在某次任務中「意外過世」，但原野·中島對於其妻死亡原因始終感到存疑，仍暗中持續的追查。
後揭露其真相為她在任務中闖入傑爾.斯卡利艾迪的實驗室後，被傑爾以剛開發完成的協鳴拓發者及戰鬥機人擊墜死亡。
梅格奴·阿爾菲諾（Megane Alpine，配音員：中原麻衣，港：莎拉）
傑斯特隊的成員之一，璐緹希雅的母親，跟桂特是相當好的搭檔。在某次任務中「意外失蹤」（真相是在使桂特過世的那場戰鬥中受重傷瀕死，但被回收作為人造魔導師的素材而再生）。在StrikerS尾聲，受到聖王教會醫院的治療而甦醒，使得原本因遭到心神操縱而失去自我感情的璐緹希雅回復原狀。

### 聖王教會
卡莉姆·格萊希亞（Carim Gracia，配音員：高森奈緒，港：錢惠玲）
聖王教會・教會騎士團所屬的騎士兼時空管理局的理事官(階級同少將)，同時為維洛薩·艾克斯的義姐。與克羅洛、疾風都是好友，疾風將她當做姐姐一樣的存在。深知疾風個性的她，時常擔心著疾風，但也同時在各方面盡力幫助機動六課的營運。
與克羅諾同樣是擁有解除疾風等人「能力限定」權限的三人之一（另一個則是克羅諾的母親琳蒂·哈洛溫)，在機動六課的成立幫助上不遺餘力的她，同時也肩負著監督整個六課的職責。身為古代貝魯卡式魔法的繼承者之一，她擁有稀有技能「月鏡預言」，這個能力會每年一次書寫和未來大事有關的預言詩，藉以暗示以後發生的事件，地面總部雖然都會過目它們，但卻對這種能力感到厭惡。
莎赫·努艾拉（Schach Nouera，聲優：阪田佳代，港：魏惠娥）
聖王教會所屬的修女，卡莉姆的秘書。擁有能自在操縱貝爾卡式魔力彈裝填系統的高戰鬥力，也擅長空間移動等魔法，法器為「花稜之鐵」，魔法陣的顏色是橙色。在過去以保護卡莉姆及其義弟維洛薩為主要職責（不過現在也是如此），在維洛薩的教育方面有相當大的貢獻。與席格娜的交情很好，不但於公常常合作，於私還經常配合席格娜的決鬥興趣與她進行模擬戰。

### 斯卡利艾迪與序印者
傑爾·斯卡利艾迪（Jail Scaglietti，配音員：成田劍，港：郭俊廷）
香港譯名：傑爾·斯卡利亞迪。以進行生體改造與人造生命體開發為目標的異常科學家。由於屢次進行次元犯罪，被管理局以一級次元犯罪者的名義通緝著。
創下人工生命「F計畫」的基礎，開發了以完美「戰鬥機人」為目標的十二名「序印者」。「序印者」們不僅各自擁有自己的IS（先天固有技能），且體內都留有斯卡利艾迪本身的複製品，因此如不打倒戰鬥機人全員的話斯卡利艾迪是永遠不死的。序引者們都遵從斯卡利艾迪博士的指令，是最強的人造生命。斯卡利艾迪在StrikerS尾聲，被送至軌道上的特別拘留所看守中。
烏諾（Uno，配音員：木川繪理子，港：莎拉）
「序印者」1號。是斯卡利艾迪的秘書，負責總調度、情報處理等等。不具戰鬥能力，IS（先天固有技能）為「不蝕秘書」，能探測到所有侵入警戒範圍的魔力反應，並予以消滅。在StrikerS尾聲，由於拒絕協助相關搜查，和斯卡利艾迪等人一起監禁在拘留所中。
都艾（Due，配音員：又吉愛，港：魏惠娥）
「序印者」2號。IS（先天固有技能）為「虛偽面具」，能夠自由改變形貌來進行諜報工作。一直以來偽裝成總部人員為斯卡利艾迪提供情報，10年前設局欺騙教會祭司偷出聖王遺物，更於最後殺害最高評議會三成員及雷吉亞斯中將。之後卻被傑斯特盛怒之下擊死。
托瑞（Tre，配音員：木川繪理子，港：顧詠雪）
香港譯名：托力。「序印者」3號。負責前線戰鬥指揮，高速機動格鬥型，空戰能力是序印者中最好的，IS（先天固有技能）為「飛騎電翼」。在StrikerS尾聲同樣拒絕協助相關搜查，和斯卡利艾迪等人一起監禁在拘留所中。
柯瓦特羅（Quattro，配音員：齋藤千和，港：張雪儀）
香港譯名：古亞特羅。「序印者」4號。負責情報處理，作戰指揮。在戰鬥中位於後方使用IS（先天固有技能）－幻術「銀夢幻紗」擾亂敵人，屬於輔助型。在StrikerS尾聲是最後一名遭到逮捕的戰鬥機人，和烏諾等人一樣，在拘留所中受到監禁。
琴柯→琴柯・中島（Cinque→Cinque Nikajima，配音員：井上麻里奈，港：莎拉）
香港譯名：倩琪。「序印者」5號。負責在前線進行潛入行動，IS（先天固有技能）為「眩鳴裂刃」，以此也可執行定點爆破及殲滅等任務。右眼在多年前與傑斯特的戰鬥中失去，自17話被昴打成重傷後就沒有再參與戰鬥行動，由於在StrikerS尾聲願意協助搜查，和餘下的序印者們一起接受銀河的再教育。
薩依（Sein，配音員：水橋香織）
「序印者」6號。負責隱密潛行，探查情報等等。輔助型，能以IS（先天固有技能）「禁界潛行」穿越任何實體進行潛入作業。是願意接受再教育的序印者之一。
塞緹（Sette，配音員：桑谷夏子，港：吳梅）
「序印者」7號。負責空戰與對魔導師的殲滅戰。IS（先天固有技能）為「血戮武裝」，使用武器為成對的「迴旋狩刀」，空戰能力僅次於托瑞。在StrikerS尾聲，與托瑞等人拒絕協助搜查，在拘留所中被監禁著。
歐特（Otto，配音員：伊藤靜）
香港譯名：奧圖。「序印者」8號。IS（先天固有技能）為「寒光風暴」，和12號蒂多是從同樣的素材出生的（亦即有血緣關係），因此性格相似。負責後方支援，擅長結界魔法及廣域攻擊，攻防能力都十分優秀。是願意接受再教育的序印者之一。
諾威→諾威・中島（Nove→Nove Nakajima，配音員：齋藤千和，港：魏惠娥）
香港譯名：諾衞。「序印者」9號。IS（先天固有技能）為「爆碎航道」，負責在前方進行直擊，擅長近身格鬥與射擊。使用的武器是和昴一樣的拳套和滑輪靴組合，不同的是旋流甲安置於滑輪靴上。性格愛恨分明，因為昴曾打傷琴柯而對昴懷有恨意。是願意接受再教育的序印者之一。
迪艾琦→迪艾琦・中島（Dieci→Dieci Nakajima，配音員：升望）
「序印者」10號。負責從後方進行狙擊或砲擊，武器是可裝填魔力彈的重型狙擊加農砲，IS（先天固有技能）為大型魔力砲擊「業火神弩」。性格溫和、無口，曾對博士的目的產生質疑。是願意接受再教育的序印者之一。
溫蒂→溫蒂・中島（Wendi→Wendi Nakajima，配音員：井上麻里奈，港：錢惠玲）
香港譯名：溫迪。「序印者」11號。負責擔任前衛攻擊或擔任後衛防禦。IS（先天固有技能）為「驅風狂嘯」，武器是可當盾牌、飛行滑板、砲擊管三用的巨型滑板。性格相當開朗、常與諾威一起行動。是願意接受再教育的序印者之一。
蒂多（Deed，配音員：伊藤靜）
香港譯名：迪多。「序印者」12號。負責游擊，是空陸兩戰型。使用雙劍作為武器，擅長近身的一擊必殺攻擊，IS（先天固有技能）為「赤影雙劍」。和歐特因為有血緣羈絆關係，對於歐特的一舉一動都能提前感受到。是願意接受再教育的序印者之一。

### 其他人物
埃基特（Agito，配音員：龜岡真美，港：錢惠玲）
香港譯名：阿基多。常与露堤希雅以及杰斯特三人一起行动的她，在遇到两人之前，有着一段不想回忆的记忆。
她很尊敬带她结束那段记忆的杰斯特，常称呼他为“大哥”；同样也很喜欢露堤希雅，称呼他为“露露”。
剧末中，在杰斯特的委托下，进入了八神家，似乎与“琳”还蛮处得来的。
名称应该是源自于拉丁文，“最初与最后”之意。
璐緹希雅·阿爾菲諾（Lutecia Alpine，配音員：桑谷夏子 、港 : 張雪儀）
香港譯名：璐緹希雅·阿里菲諾。梅格奴·阿爾菲諾的女兒，常與傑斯特一起行動的謎之少女，為人造魔導師的實驗素材，年紀跟凱珞及艾力歐相仿。因為心神遭到斯卡利艾迪的操控，常給人冷漠的印象，為了喚醒沉眠的母親，她一直配合斯卡利艾迪而行動。也因此在數度與同樣身為召喚師的凱珞交手。魔導器是「幽月靈蛇」，魔法陣的顏色是紫色。
在StrikerS尾聲，如願得回母親的她，被封印了強大的魔力，被判處在無人世界中和母親與召喚獸們生活著。
在ViVid中，有著與StrikerS完全相反的熱情開朗性格。
薇薇歐 → 高町薇薇歐（Vivio→Takamachi Vivio，香港譯名：維維奧）　配音員：水橋香織 、港 : 張雪儀
香港譯名：衛衛奧。外表年齡約5歲的女孩，左眼虹膜為紅色，右眼虹膜為綠色。她攜帶著聖遺晶石而出現，後被正在休假中的艾力歐和凱珞發覺奄奄一息的她。在被六課保護後，認定奈葉為其「媽媽」，監護人是奈葉與菲特。薇薇歐相當喜愛奈葉和菲特兩人，分別稱呼兩人為「奈葉媽媽」、「菲特媽媽」。而有趣的是，奈葉與菲特的育兒理念並不同：在三人的關係中，奈葉扮演著嚴格而又慈愛的爸爸，在薇薇歐跌倒時希望她自己站起走過來；而菲特扮演的是一個有點溺愛女兒的媽媽，在薇薇歐跌倒時卻想要跑過去將她抱起來。奈葉原本並不認為自己能夠好好的當個媽媽並給孩子幸福，但因隨著劇情的推移而有了極大的轉變。
其真身為啟動「搖籃」的關鍵——「聖王的軀器」，是斯卡利艾迪用聖王(「聖王 奧莉薇爾」)遺物上的血做為基底培育出的素體。自身擁有極強大的魔力及從日常接觸的人們身上吸取的戰鬥資料，並擁有特殊技能「聖王靈鎧」，幾乎能無效化一切魔法攻擊。在被植入聖遺晶石並轉換為聖王型態後，成為外表年齡約15—18歲的少女。後在其心靈控制被解除之後，被奈葉的星煌模式全力全開的五連發「星光爆裂」擊中，恢復原來姿態。
在StrikerS尾聲，薇薇歐正式冠上了「高町」的姓並成為了奈葉與菲特兩人的養女，做為一名平凡的女孩，就讀聖王教會附設魔法學院。
在ViVid中，薇薇歐已經10歲，在奈葉和菲特的守護下健康快樂地成長。就讀於聖希爾德魔法學院初等科4年級，在學校有珂羅娜和莉奧兩名好友。她已基本掌握了魔法知識，得到了奈葉和菲特送的法器「神聖之心」。
名字取自速霸陸Vivio。
拉古娜·格藍修尼克（Laguna Granscenic，配音員：中原麻衣）
維斯·格藍修尼克的妹妹。
在StrikerS中，第22話關心在聖王教會醫院養傷的哥哥。
名字取自於法國汽車公司雷諾所生產的型號Scénic

### 召喚相關
弗利德里希（Friedrich）
凱珞的使役龍，暱稱「弗利德」，是她從原本處於龍蛋的狀態下獨立照顧所孵化出來的。牠一般以跟其真正體積毫不相稱的「迷你」型態視人；一旦恢復成其真實狀態，不但攻擊力大增，還可以變為「座騎」。能使用的多半是火系的魔法。
伏爾泰（Voltaire）
凱珞的使役龍，是她真正的召喚力量表現。據凱珞本人說法，是以『契約』形式借助其力量，而非主從關係。伏爾泰的體積非常巨大，外表是黑色並擁有紅色鎧甲護身的巨龍，擁有比遠遠超出弗利德真實型態的攻擊力。
牙龍（Garyu）
香港譯名：嘉留。璐緹希雅的召喚獸，有著酷似忍者的外貌，一般以擔任她的護衛任務為主。其速度、攻擊力、飛行能力都非常優異，除此以外還具有把身體透明化的能力。
牙龍雖然不會說話，但其本身有自我意志，可以了解他人的言語，是璐緹希雅最好的搭檔。
蒼霧玲蟲（Insekt）
璐緹希雅的召喚獸，其體積雖小，但卻能被大量地召喚。蒼霧玲蟲有著非常特殊的「無機物操控」能力，除此以外似乎還能攻擊一定體積大小的對象。
地雷王（Jiraiou）
璐緹希雅的召喚獸，體積龐大，外表類似鍬形蟲，能複數召喚。其攻擊方式是使用酷似其觸角的兩端發出光球；與弗利德一樣，會隨著璐緹希雅的意志來決定牠是否可被主人操控。
白天王（Hakutenou）
璐緹希雅的使役龍，是她真正的召喚力量表現。其攻擊力與體積跟伏爾泰不相上下。

## 魔法少女奈葉ViVid

### 主要角色
高町薇薇歐
「次世代型文系格鬥魔法少女，正在不斷努力著。」
高町奈葉和菲特·T·哈洛溫的養女。聖希爾德魔法學院初等科4年级學生，10歲。右眼翡翠綠，左眼為桃紅色，是個性格開朗活潑的女孩，為古代貝爾卡聖王複製體，擁有「搖籃最後的聖王」奧莉薇爾·瑟格布雷希特的血統，不過本人並沒有這方面的自覺，平時與媽媽們一起過著普通家庭生活。在學校有珂羅娜和莉奧兩名好友。
她掌握了基本魔法知識，得到了奈葉和菲特送的外殼像兔子（但內部還是普通的核心）的魔導器「神聖之心」（暱稱「克莉絲」）成為搭擋，進行著打擊系格鬥技的修行 。當在使用「神聖之心」發動變身時因主體形態是大人模式,所以本人於變身後身體特徵會變成外表年齡約15—18歲的少女的面貌。
參與「中學生錦標賽」，是中島隊的成員之一，預選第4組編號1066，在預選4組第3輪輸給繆拉。
于魔法少女奈叶 A's 携带版：命运齿轮中在与艾茵哈特一起去见珂羅娜和莉奧的途中时，不小心掉入虫洞里时光倒流回到新历66年，遇见小时候的奈叶她们还有年轻时的守护骑士们，后来与所有人包含暗王、艾茵哈特、托玛、莉莉在内一起对付U-D并胜利。最后弗洛利安两姐妹带她、艾茵哈特、托玛、还有莉莉回到她们所在的时代，回到未来之后为了下次的「中學生錦標賽」与艾茵哈特一起做训练。
風格：強襲鬥技，技能：防守反擊，魔法：貝爾卡&米德切爾達混合。
艾茵哈特·斯崔特斯（Einhart Stratos，配音員：能登麻美子）
「繼承了霸王意志的少女」
聖希爾德魔法學院中等科一年级學生，12歲。碧銀色長髮綁著紅色緞帶，右眼為紫色，左眼為青色。不愛說話（無口），但是性格十分溫柔，不過對於自己的處境抱有非常複雜的心情，記憶傳承者，繼承古代貝爾卡帝王「霸王」克勞斯·G·S·英格瓦爾特的血統和記憶。
為證明霸王的力量，襲擊了許多格鬥高手，身份是帝皇鬥技正統繼承者。在漫畫第19話中得到由八神家一齊製作外殼像小貓（但內部還是普通的核心）的古代貝爾卡式的魔導器—「阿斯提翁」，暱稱—「提奧」，每天都不斷進行鍛鍊，變身時髮型會比原先變身後稍微改變。發動變身時因主體形態是大人模式,所以本人於變身後身體特徵會變成外表年齡約15—18歲的少女的面貌 (與有同樣於發動變身後變成這樣的外貌和特徵後的薇薇歐近似與相近) 。
參予「中學生錦標賽」是中島隊的成員之一，預選第1組編號935，在預選1組第4輪輸給齊格。
于魔法少女奈叶 A's 携带版：命运齿轮中在与薇薇歐一起去见珂羅娜和莉奧的途中时，不小心掉入虫洞里时光倒流回到新历66年，遇见小时候的奈叶她们还有年轻时的守护骑士们，后来与所有人包含暗王、薇薇歐、托玛、莉莉在内一起对付U-D并胜利。最后弗洛利安两姐妹带她、薇薇歐、托玛、还有莉莉回到她们所在的时代，回到未来之后为了下次的「中學生錦標賽」与艾茵哈特一起做训练。
風格：霸王流，技能：斷空，魔法：正統古代貝爾卡。
珂羅娜·緹米爾（Corona Timil，配音員：福圓美里）
「石像兵的操縱師！」
聖希爾德魔法學院初等科4年级學生，10歲，薇薇歐的同級生，與薇薇歐從1年級起就是非常好的朋友。頭髮兩側都帶著天藍色的糖果型的髮飾。出身於中上流家庭，舉止相當大方得體，溫柔沉穩，內心卻十分堅強。在學校中成績相當優秀，幾乎一直都是年級第一，不過在魔法實際方面比較薄弱，運動上更加不擅長，在薇薇歐的提議下開始學習強襲鬥技，擅長魔法是創生與操作。法器「布倫希爾」於漫畫第12話登場。根據諾威所說，有著在逆境中不氣餒的冷靜，智慧與想像力在四人中最優秀的。參予「中學生錦標賽」是中島隊的成員之一，預選第1組編號695，在預選1組第3輪輸給艾茵哈特。
風格：魔像創生，技能：魔像操作，魔法：米德切爾達。
莉奧·維斯利（Rio Wesley，配音員：喜多村英梨）
「炎與雷的活潑女孩！」
聖希爾德魔法學院初等科4年级學生，10歲，薇薇歐的同級生。紫色短髮上扎著黃色的蝴蝶結，有虎牙，性格充滿活潑開朗的女孩。自從3年級學期末與薇薇歐、珂羅娜認識以來，三個人就一直在一起。擁有炎與雷兩種魔力變換資質，魔導技術的綜合排名在年級中也是名列前茅的。擅長魔法與運動的女孩，同時，正在學家鄉所傳承的格鬥技，法器是「索爾菲治」。並參予「中學生錦標賽」是中島隊的成員之一，預選第5組編號2014，在預選5組第3輪輸給哈利。
風格：春光拳&強襲鬥技，技能：炎雷變換，魔法：近代貝爾卡。

### 原機動六課
高町奈葉
「不屈的ACE・OF ACE（戰術級的王牌）」
薇薇歐的養母。從9歲時與魔法邂逅以來，為了拯救他人保護他人而不斷地飛翔在天空的空戰魔導師。屬於那種執著於用話語表達自己的情感，用戰鬥傳遞自己心情的性格，總能在艱難的戰況與悲傷的事情中打破僵局。原機動六課時擔任前線隊長與戰技指導官這兩項職務，是名副其實的“戰術級王牌”。現役航空戰技教導隊的戰技教導官，階級為一等空尉，自身的上班時間和薇薇歐的上課時間配合。
菲特·T·哈洛溫
「內心溫柔的金色閃光」
薇薇歐另一位媽媽，也是薇薇歐和奈葉的關係見證人，奈葉最好的朋友。9歲時成為管理局委託魔導師，透過孩兒時代的經歷，深深的體會到了“悲傷會引發事件，痛苦將會延續這些悲傷的事件”，專門負責諸如生命操作及違罰開發等大規模犯罪案件。原機動六課搜查指揮。現任職於時空管理局，擔當職位為執行官，階級為一等空尉。
八神疾風
「最後的夜天之主」
原機動六課的創建者，同時也是部隊長。孩提時作為“闇之書的主人”被選中，成為他接觸魔法的契機，雖然被捲入“闇之書事件”之中，但事件解決之後在管理局中做為魔導騎士，讓那份魔法力量發揮著極致的作用，現任職於時空管理局，擔任的職位是特別搜查官，階級相當於二佐。專心於守衛地面，擔任走私品和違罰魔導士相關的搜查指揮，和守護騎士們一起繼續工作。
昴·中島
「奔馳中的救助隊員」
原機動六課的前線先鋒成員，在“瑪麗亞治事件”的時候，從災害現場救助古代貝爾卡的王—伊克斯・威莉亞，將其從漫長的悲傷中拯救出來的是她，最最期待這位成為朋友的“幼小的王”伊克斯再次醒來的也是她。現在則所屬於港灣特別救助隊防災士長，階級為一等陸曹，在中島家排行第二。
緹亞娜·蘭斯特
「向這夢想勇往直前的執行官」
原機動六課的前線先鋒成員，為了繼承英年早逝的哥哥的夢想，已成為執行官為目標，不斷地進行著研修，於機動六課畢業的下一年，成功的通過了考試，從那之後就一直在第一線與各式各樣的事件進行著戰鬥，同時至今仍與訓練學校時代起就是同期生的昴・中島保持著密友的關係。現任職於時空管理局執行官，階級為一等陸曹，負責惡性犯罪的案件。
維塔
「成熟的女性？般的鐵鎚騎士」
八神家一起生活的家庭成員之一。是正統古代貝爾卡騎士，魔導器審判之槌。外表看上去很年幼，但實際年齡、心理年齡都非常成熟。在工作上與奈葉同屬管理局的航空戰技教導隊，第5小隊2班副班長，階級為二尉。在道場中主要教授繆拉“破碎打擊”的戰鬥方式。
希格納姆
「烈火之將」
八神家一起生活的家庭成員之一。於時空管理局米德切爾達地面總部就職的航空隊隊長，階級為一尉。帶著愛劍雷班帝及融合騎阿基特一起飛翔在天空的航空劍士。有時候也在八神家道場充當謬拉及孩子們的練習對象。
夏瑪爾
「湖之騎士&大家的專職醫生」
八神家一起生活的家庭成員之一。於時空管理局總局醫療部工作得醫生，是醫療系魔法領域的專家，也是八神家以及奈葉等人的主治醫生。作為後方支援行魔導師也非常優秀。在八神家道場的時候，經常為受傷的孩子們治療。
扎菲拉
「心懷著守護誓言的狼」八神家一起生活的家庭成員之一。八神疾風的守護者之一，本體為狼的“守護獸”，不過也可以變成人類型態。擔任八神家道場的格鬥教練，也是繆拉的師傅。

### 中島家
銀河·中島
和昴同樣身為戰鬥機人「TYPE-0」號機，擁有固有技能「旋流鑽刺」，魔法陣的顏色是藍紫色。登場年齡為21歲，是昴的姐姐。心智成長比昴早熟很多，她不但是最了解昴的人，而且也以姐代母職的身份陪伴著昴的成長，中島家的長女。
琴柯・中島
「序印者」5號。IS（先天固有技能）為「眩鳴裂刃」，以此也可執行定點爆破及殲滅等任務。右眼在多年前與傑斯特的戰鬥中失去，登錄年齡20歲，監護人為原野·中島，與妹妹諾威、迪艾琦、溫蒂成為中島家的孩子，有著冷靜的性格，稱呼原野為“父親大人”，在中島家是三女。
迪艾琦・中島
「序印者」10號。IS（先天固有技能）為大型魔力砲擊「業火神弩」。登錄年齡19歲，監護人為原野·中島，與姊姊琴柯、妹妹諾威、溫蒂成為中島家的孩子，性格沉穩，稱呼原野為“父親”，在中島家是四女。在漫畫第27話擔任艾茵哈特的助手。
諾威・中島
「序印者」9號。IS（先天固有技能）為「滑空航道」（漫畫第12話），魔導器「極捷鋒棱」（漫畫第4話），登錄年齡17歲，監護人為原野·中島，與姊姊琴柯、迪艾琦、妹妹溫蒂成為中島家的孩子，與銀河和昂有著相同的基因因子，稱呼原野為“爸爸”，在中島家是五女。現所屬於救助隊進修生，中島隊的老師，是薇薇歐的祕密訓練的指導教練&助手，在漫畫第27話擔任珂羅娜的助手。
溫蒂・中島
「序印者」11號。IS（先天固有技能）為「驅風狂嘯」，武器是可當盾牌、飛行滑板、砲擊管三用的巨型滑板。登錄年齡17歲，監護人為原野·中島，與姊姊琴柯、諾威、迪艾琦成為中島家的孩子，性格相當開朗，在SSX廣播第12話稱呼原野為“paparin（爹地）”原野為此很難為情，在中島家是老么六女。漫畫第27話擔任艾茵哈特和漫畫第32話擔任薇薇歐的助手。

### 聖王教會
薩依
「序印者」6號。以IS（先天固有技能）「蔚海舞姬」（漫畫第11話），穿越任何實體進行潛入、移動作業，尤其擅長在水中使用。監護人為聖王教會修女莎赫·努艾拉，作為見習修道騎士兼修女進行修行。
歐特
「序印者」8號。和12號蒂多是從同樣的素材出生的（亦即有血緣關係），因此性格相似。監護人為聖王教會卡莉姆·格萊希，主要幫卡莉姆處理日常事務，同時擔任秘書及護衛，現為聖王教會總部照顧伊克斯·威莉亞，為珂羅娜的祕密訓練的指導教練&助手。
蒂多
「序印者」12號。和歐特因為有血緣羈絆關係，對於歐特的一舉一動都能提前感受到。監護人為聖王教會卡莉姆·格萊希，作為見習修道騎士兼修女進行修行，在聖王教會總部照顧伊克斯·威莉亞，現為莉奧的祕密訓練的指導教練&助手。
卡莉姆·格萊希亞
聖王教會・教會騎士團所屬的騎士兼時空管理局的理事官（階級同少將），同時為維洛薩·艾克斯的義姐。與克羅洛、疾風都是好友，疾風將她當做姐姐一樣的存在。與克羅諾同樣是擁有解除疾風等人「能力限定」權限的三人之一（另一個則是克羅諾的母親琳蒂·哈洛溫)。身為古代貝魯卡式魔法的繼承者之一，她擁有稀有技能「月鏡預言（プロフェーティン・シュリフテン）」，這個能力會每年一次書寫和未來大事有關的預言詩，藉以暗示以後發生的事件。現為歐特和蒂多的監護人。
莎赫·努艾拉
聖王教會所屬的修女，卡莉姆的秘書。擁有能自在操縱貝爾卡式魔力彈裝填系統的高戰鬥力，也擅長空間移動等魔法，法器為「花稜之鐵」，魔法陣的顏色是橙色。在維洛薩的教育方面有相當大的貢獻。與席格娜的交情很好，不但於公常常合作，於私還經常配合席格娜的決鬥興趣與她進行模擬戰。現在為薩依的監護人。

### 中學生錦標賽選手
繆拉·芮那爾蒂（Miura Rinaldi，配音員：伊藤加奈惠）
「手持星之劍的少女」
區立學校中等科一年级學生，12歲，在八神家道館學藝的格鬥技選手，性格開朗有一點沒自信，而且容易緊張，會使用集速魔法，殺手鐧是通過集中在腳部的魔力將對象一舉擊潰。以拳、腳還有全身的撞擊為武器，維塔與札斐拉的徒弟，與魔導器「星之劍」一起，不斷在中學生錦標賽的道路上邁進。參予「中學生錦標賽」，預選第4組編號367。
風格：強襲鬥技&八神家流，技能：拔劍，魔法：米德切爾達。
西比亞·克羅傑古（Fabia Crozelg，配音員：瀨戶麻沙美）
13歲，法器是魔女掃把「冥府監者」，參予「中學生錦標賽」，預選第10組編號429。
風格：正統派魔女，技能：惡魔使役&咒術附著。
露緹希雅·阿爾菲諾（Lutecia Alpine）
「既冷靜又喜歡開玩笑的混合型魔導師」
梅格奴•阿爾菲諾的女兒，14歲，現居住無人世界，對薇薇歐和珂羅娜他們來說是個略比他們年長的好友，對任何人都一視同仁的性格，使得任何年齡層的人都能和他成為好朋友，原本是召喚魔導師，不過即使不使用召喚也能作為傳統模導師戰鬥，魔導器是「幽月靈蛇」，除了魔法還擁有建築設計和魔導器製作等多種才能，參予「中學生錦標賽」，預選第10組編號1920。
風格：純魔戰技，技能：召喚&治癒，魔法：米德切爾達&貝爾卡混合。
香緹·阿匹尼奧（Chantez Apinion，配音員：阿澄佳奈）
「雙劍＆奏劍！足智多謀的修女」
隸屬於聖王教會修道騎士團的修女，也是莎赫·努艾拉的弟子，14歲，擅長利用幻術及分身發動“重奏（Ensemble）”進行戰鬥的非常規型高速劍士，武裝型的魔導器「幽靈」，參予「中學生錦標賽」，預選第6組編號3010，在預選6組第3輪輸給「雷帝」維多利亞。
風格：雙劍術，技能：迅捷的速度，魔法：米德切爾達。

### 前城市賽10強選手
齊格琳德・耶利米（Sieglinde Eremiah，配音員：中津真莉）
「「鐵腕」的繼承者」
16歲，前年中學生錦標賽冠軍，古代貝爾卡武術流派「黑色耶利米」的繼承者，傳承祖先之後無數「耶利米」們的戰鬥經驗與記憶。擁有手臂強化武裝「鐵腕」，從固鎖、摔投技到射砲擊、格鬥，所有的展鬥方式無一不精。不過戰鬥以外的時間給人的印象總是有點內向的樣子，參予「中學生錦標賽」，地區預選第1組第一集團。
風格：綜合魔導戰技、技能：鐵腕，魔法：耶利米安・克拉茨，IM（中學生錦標賽）參賽履歷：3次，最高戰績：世界代表戰第1名
米嘉亞・舍韋勒（Mikaya Chevelle，配音員：淺川悠）
「天瞳流  拔刀居合劍士」
18歲，拔刀術居合術天瞳流師範代理，魔導器是天瞳流「嵐鎧」。曾7次參加中學生錦標賽的資深選手，每一屆都能打入城市正賽，是一個英姿颯爽的頂尖選手，不過從未獲得冠軍，卻出乎意料的受到薇薇歐、齊格、哈利等中學生錦標賽選手們的仰慕和尊敬。在漫畫第20話因在諾威・中島的安排下，成為艾茵哈特的祕密訓練的指導教練。參予「中學生錦標賽」，地區預選菁英選手集團第4組，在預選第1輪輸給繆拉。
風格：拔刀居合，魔法：近代貝爾卡，IM（中學生錦標賽）參賽履歷：7次，最高戰績：城市賽第3名。
維多利亞・達爾格林（Viktoria Dahlgrun，配音員：遠藤綾）
「繼承「雷帝」之名的重裝槍騎士」
17歲，繼承了古代貝爾卡「雷帝」達爾格林的血統（只有一點點，在漫畫第17話有說明），雖然並沒有太多獲得中學生錦標賽冠軍經驗，但卻也經常打入城市正賽，是個不負“頂尖選手”知名的選手。龐大的魔力與重裝甲帶來絕對的防禦力以及銃不可當的槍擊，擁有能夠覆蓋整個擂台的強大攻擊範圍，魔導器為斧槍「破碎龍捲」。現參予「中學生錦標賽」，地區預選菁英選手集團第6組。
風格：雷帝式，技能：神雷，魔法：米德切爾達，IM（中學生錦標賽）參賽履歷：5次，最高戰績：城市正賽第3名。
哈利・翠貝卡（Harry Tribeca，配音員：內山夕實）
「一擊必倒！炮擊老大！」
市立學校高等科2年級，15歲，人稱「炮擊老大」，性格很男性化，但卻又很敏感易哭。總是和他在一起的三個助手都是同校伙伴，獲得上年度IM城市正賽第5名的選手，擁有炎熱轉換資質，擅長以“爆焰衝擊”之類伴隨著火焰的強力直接射砲及進行戰鬥。參予「中學生錦標賽」，地區預選菁英選手集團第5組。
風格：我流魔導戰，技能：近距離射炮擊，魔法：米德切爾達，IM（中學生錦標賽）參賽履歷：3次，最高戰績：城市正賽第5名
艾爾斯・塔斯明（Els Tasmin，配音員：新井里美）
「學生會長是結界魔導師！」
她是一個在學校擔任學生會長的好學生，16歲，擅長使用拘束魔法的結界魔導師，手銬型的魔導器「懲罰者」，有著“違反封縛（Rulu Master）”綽號的戰鬥技術，是一種通過術縛對手令其無法行動，或放棄比賽的獨特戰法，參予「中學生錦標賽」，地區預選菁英選手集團第5組，在預選種子隊第1場輸給「炮擊老大」哈利。
風格：結界魔導師，技能：違反封縛，魔法：米德切爾達，IM（中學生錦標賽）參賽履歷：4次，最高戰績：城市賽第8名。

### 古代貝爾卡諸王
奧莉薇爾·瑟格布雷希特（Olivie Sagebrecht，配音员：米泽圆）
薇薇歐的母體。聖王家的王女，被稱做「奧莉薇爾聖王女殿下」（漫畫第3話），也是後來的「搖籃最後的聖王」，因武術造詣而威名四海。
形像出現於艾茵哈特的記憶，以及一些肖像畫中。表情溫柔典雅，不過與薇薇歐（尤其是大人模式）相比，奧利維爾的眼角略微下垂，而且體格相對比較小。風格的寬肩服裝和貌似為騎士甲胄的戰鬥服裝兩種裝束都出現過，但兩者在手肘靠上的地方都著有護臂一樣的局部甲胄。其原因是在懂事前就因為某個魔導事故而失去上臂以下的部分（漫畫第53話），而裝上以魔力驅動的義肢來代替。雖然是出身於搖籃的正統王女，但繼承權卻很低，對外宣稱留學於與聖王家建交的修托拉。關於她與克勞斯的關係眾說紛紜，以他們生於不同時代的說法為主，但根據克勞斯的回憶錄抄本中所述，兩人被視做姐弟一般養育（漫畫第10話）。
漫畫55話，確認除了失去雙手，也失去生育能力。
伊克斯·威莉亞（Ixpellia，配音员：川澄綾子）
被稱做「加雷亞的冥王」（漫畫第3話）或是「冥府的炎王」和「冥王陛下」（漫畫第4話）。
由於現階段無法治療（修復？）的症狀，沉睡於米德切爾達北部貝爾卡自治區聖王教會總部的少女。昴、薇薇歐、塞茵稱呼她為“伊克斯”，昴和薇薇歐經常會前往教會看望她。本作前期，以“霸王英格瓦爾特”身份活動的艾茵哈特在四處打聽她的下落。
漫畫62～63話，以近似小分身的姿態甦醒，似乎記得從開始沈睡到現在，四周人的談話。可以說只有身體還處於沈睡狀態而已。
克勞斯·G·S·英格瓦爾特（Claus G.S Ingvalt，配音员：內田雄馬）
被稱做「修托拉的霸王」（漫畫第3話）。
過去曾戰敗奧利維爾。從外表看是個年青英俊的青年。服裝與艾茵哈特的武裝形態很相似。在與奧利維爾的戰鬥中，似乎原本打算捨身赴死來阻止奧利維爾，不過只是只言片語的描寫，所以具體真相並不明朗。與奧利維爾之間互相以“奧利維爾”和“克勞斯”稱呼對方，似乎關係應該相當不錯，不知道是因為身為王族的關係還是性格使然，互相之間仍會使用敬語交談。
达尔格林（Dahlgrun）
维多利亚的祖先，古代贝尔卡诸王，同时也被稱做「雷帝」。

### 其他人物
克罗杰古（Crozelg）
西比亚的祖先，被西比亚稱做「最初的魔女」（漫畫第51話），克劳斯称她为「克罗」，然而其他人倒称她为「魔女猫」。
尤米娜·安克萊烏（Yumina Enclave，配音員：上坂堇）
艾茵哈特班上的同學，班級委員。
烈・唐德拉（Ray Tundra）
莉奥和林娜的爷爷，春光拳道场的总师傅。
林娜・唐德拉（Rinna Tundra）
莉奥的堂姐，春光拳道场的师傅。
桃・塔奥（Tao Raikaku）
春光拳道场的佣人。
修・洛删（Xue Rosen）
春光拳道场的见习门生。
刃・蓝卡（Yen Lankwai）
春光拳道场的见习门生。
艾琳・哈提（Irene Hardin）
华凤拳宗家继任人候辅。
克雷雅・拉姑雷哆（Claire Lagreat）
艾琳的管家，艾德加的妹妹。
艾德加・拉姑雷哆（Edgar Lagreat，配音員：武内駿輔）
维多利亚的管家，克雷雅的哥哥。
埃德爾戈特·巴爾卡斯（Edelgard Barkas）
新历79年DSAA・U15冠军。

## ViVid Strike!

### 主要角色
風香·雷文頓（聲：水瀨祈）
孤兒院出身的少女，小時候經常保護凜音，之後在離開孤兒院後，靠住宿傭工的工作勉強餬口。在一次與凜音的交談之後，因意見不合而與凜音起爭執，最後被凜音所擊敗並產生矛盾。之後在一次街頭械鬥後被艾茵哈特所救，並被勸誘進中島健身房擔任培訓員，並成為艾茵哈特的徒弟。在一次高橋健身房受凜音邀請前往觀戰後，決意要在3個月後的大賽上將凜音擊敗。
凜音·貝利內塔（聲：小倉唯）
在孤兒院長大的少女，和風香是兒時的好友，小時候是個非常害羞的小孩。長大之後因祖父羅伊而被富商夫婦收養，在這之後進入學校，卻因為天才級的運動神經而被學校中的同儕所霸凌，之後因同儕的霸凌而未趕上見祖父最後一面，在對同儕的報復行動過後被現在的教練所救，因而開始鍛鍊自己。在一次大賽結束後，因不甚的發言而使風香感到反感，最終產生口角。目前為DSAA・U15世界排名第1位的選手。

### 中島健身館
高町薇薇歐
DSAA・U15格鬥競技選手，過去在與凜音的一次比賽中，因判定而成為目前唯一戰勝過凜音的選手。在一次高橋健身房受凜音邀請前往觀戰後，接受凜音的邀請要在世界大賽上與凜音一戰。目前為世界排名第7位的選手。
艾茵哈特·斯崔特斯
古流武術「霸王流」的傳承者,也是風香的師父。在一次中島健身房受凜音邀請前往觀戰後，接受凜音的邀請要在世界大賽上與凜音一戰。DSAA的U15格鬥競技選手，前DSAA・U15冠軍。
尤米娜·安克萊烏
莉奧·維斯利
珂羅娜·緹米爾
諾威·中島
中島健身館的會長
缪拉·芮那尔蒂
DSAA的U15格鬥競技選手，世界排名第5位的選手
米嘉亚・舍韦勒
中島健身館的忠會長，同时也是DSAA的参赛者。

### 前綫健身館
吉爾·斯托拉（聲：佐倉綾音）
凛音的教练，前綫健身館的成員。
维多利亚·达尔格林
DSAA的U19綜合魔法格鬥競技選手會長，世界排名第3位的選手, 是前綫健身館的成員。

### 其他人物
羅伊·貝利內塔（聲：辻親八）
凛音的祖父，由于患上不治之病而去世。
香缇·阿匹尼奥
DSAA的参赛者，同时也是圣王教会的成员。
伊克斯·威莉亚
圣王教会的医师，薇薇歐的朋友，同时也是中島健身館的支持者。
齐格琳德·耶利米
DSAA的U19冠军。
哈利·翠贝卡
DSAA的参赛者，曾经是前綫健身館的成員之一。
艾尔斯·塔斯明
DSAA的参赛者，哈利的朋友。
西比亚·克罗杰古
DSAA的参赛者，送给风香法器飓风的人。
萨依
圣王教会的成员，薇薇歐的朋友。
露缇希雅·阿尔菲诺
DSAA的参赛者。

## 魔法戰記奈葉Force

### 主要角色
注意：下列配音員是廣播劇配音員。
托瑪·阿凡尼爾（Thoma Avenir，配音員：梶裕貴）
出身於第三次元世界「威詹」（ヴァイゼン），15歲。喜歡一個人獨自旅行的少年，愛在遺跡中尋寶、露營和料理。8岁时（新历74年），曾和家人在自己家乡里过着幸福生活时，却被两名类似于凶鸟的“枪男和书女两人组”给摧毁。后在昴的救助下，又过上比较温馨的生活。被無情地卷入蝕之命運。当席格娜被打败后被赛珐带到凶鸟飛空挺，然后弗提斯说明关于蝕的事情并要求加入凶鸟，听到患上蝕的人一定要杀人才能活下去之后感到绝望，因为不想杀人而拒绝并自暴自弃。被银十字之书控制，奈叶和昴为了救他而去对付并打算破坏银十字之书，之后莉莉为了救他而冒险去见他，莉莉使用修特罗杰克启动型能力来把他回神而救了他。恢复之后与莉莉和艾希絲被奈叶说要加入时空管理局六课。
于魔法少女奈叶 A's 携带版：命运齿轮中在与莉莉一起去特务管理局六课与艾希絲还有其他人回合的途中时，不小心掉入虫洞里时光倒流回到新历66年，遇见小时候的奈叶她们还有年轻时的守护骑士们，后来与所有人包含暗王、薇薇歐、艾茵哈特、莉莉在内一起对付U-D并胜利。最后弗洛利安两姐妹带他、薇薇歐、艾茵哈特、还有莉莉回到她们所在的时代，回到未来之后与莉莉和艾希絲因为把训练地盘给破坏掉而被薇塔骂，疾风为了处罚他们而给他们与她、奈叶、还有薇塔对战，听到之后就吓了一跳并怕着心想着求昴来拯救。
别外在命运齿轮中出现的分身，遇见到席格娜对着她说“我知道妳是谁，妳是被赛珐打败的剑士。”，性格为有点恶劣、残忍、和愤怒，这可见是如果与莉莉加入凶鸟的他本人的分身并很愤怒着席格娜为什么救不到他和莉莉，被打败后很愤怒并认为自己什么都做不到然后就消失。
莉莉·修特羅傑克（Lily Strosek，配音員：戶松遙）
年齡、出身均不明的謎之少女，與托瑪在遺跡中相遇，命運與托瑪緊緊相連。感情十分豐富。为修特罗杰克系列第4号。之后为了救托瑪而冒险去见托瑪，使用修特罗杰克启动型能力来把托瑪回神而救了他。托瑪恢复之后与他和艾希絲被奈叶说要加入时空管理局六课。
于魔法少女奈叶 A's 携带版：命运齿轮中在与莉莉一起去特务管理局六课与艾希絲还有其他人回合的途中时，不小心掉入虫洞里时光倒流回到新历66年，遇见小时候的奈叶她们还有年轻时的守护骑士们，后来与所有人包含暗王、薇薇歐、艾茵哈特、托瑪在内一起对付U-D并胜利。最后弗洛利安两姐妹带他、薇薇歐、艾茵哈特、还有托瑪回到她们所在的时代，回到未来之后与托瑪和艾希絲因为把训练地盘给破坏掉而被薇塔骂，疾风为了处罚他们而给他们与她、奈叶、还有薇塔对战，听到之后就吓了一跳并很怕。
艾希絲·伊古雷特（Isis Egret，配音員：阿澄佳奈）
出身於米德切爾達東北部的少女，15歲。自稱是個普通的少女；充滿好奇心。與托瑪和莉莉相遇後，成為兩人的同伴。父母是某位万富豪。为炸药使。托瑪恢复之后与托瑪和莉莉被奈叶说要加入时空管理局六课。
于魔法少女奈叶 A's 携带版：命运齿轮中在托瑪和莉莉回到未来之后与托瑪和莉莉因为把训练地盘给破坏掉而被薇塔骂，疾风为了处罚他们而给他们与她、奈叶、还有薇塔对战，听到之后就吓了一跳并很怕。

### 特务管理局六课
高町奈叶
菲特和疾风的好友，时空管理局航空战技教导队成员。25岁。
菲特·T·哈洛温
奈叶和疾风的好友，时空管理局执行官。25岁。一开始就与缇亚娜一起调查相关事件。
八神疾风
奈叶和菲特的好友，时空管理局搜查司令。25岁。为了调查此次事件亲临一线进行指挥。
昴·中岛
奈叶的学生，特别救助队的救助游骑兵，21岁。
缇亚娜·兰斯特
奈叶的学生，时空管理局执行官。一开始就与菲特一起调查相关事件，22岁。
艾力欧·蒙迪尔
菲特的学生，曾经是菲特的部下和被收留者。而且还在菲特的照顾下，学习过反应和回避方面的战技知识。现任边境自然保护队成员，16岁。
凯珞·露·露茜
菲特的学生，和艾力奥一样，曾经也是菲特的部下和被收留者。而且还在菲特的照顾下，学习过反应和回避方面的战技知识。现任边境自然保护队成员，16岁。
席格娜
守护骑士之一，时空管理局航空队成员，一等空尉。在追击托玛时，惨遭凶鸟攻击后遇难，重伤，于18话中苏醒。
埃基特
席格娜的搭档，时空管理局航空队成员，一等空士。在追击托玛时，惨遭凶鸟攻击后遇难，重伤，于18话中得知早就已经苏醒。
薇塔
守护骑士之一。奈叶的搭档，时空管理局航空战技教导队成员。
夏玛尔
守护骑士之一。时空管理局医师。
扎菲拉
守护骑士之一。
ReinForce II
时空管理局搜查副司令。
银河·中岛

琴柯・中岛

温蒂・中岛

### 凶鸟
威龙（Veyron）
凶鸟家族之一，性格为恶劣，残忍和凶暴的男人。小时候似乎居住在个很穷的乡村里过着很痛苦的生活，心地善良并相信神的存在，之后因为某件事而不再信神的存在并感到厌恶。与六课的战斗结束后，卡伦命令所有人去找冒充凶鸟并毁灭托瑪的故村的“枪男和书女两人组”的下落，与阿尔找到两人组但是别一个人，与这两人组对战胜利并救了罗莎莉亞。之后与卡伦和索尼卡一起去找哈迪斯来说出“原始之种”，却被哈迪斯攻击，然而六课来阻止他们的行动，在卡伦试图离开阻止六课行动的时候被哈迪斯袭击，为了保护索尼卡而被露出心脏而受重伤。
人物造型来自《Final Fantasy VIII》的主人公斯考尔·雷翁哈特。
名字取自于大众汽车生产的车款Veyron。
阿尔纳吉（Arnage）
凶鸟家族之一，射击手，很随性又爱吃而且很怕高，似乎很讨厌艾希丝。与六课的战斗结束后，卡伦命令所有人去找冒充凶鸟并毁灭托瑪的故村的“枪男和书女两人组”的下落，与威龙找到两人组但是别一个人，与这两人组对战胜利并救了罗莎莉亞。在威龙接受手术之后与索尼卡一起去把威龙的心脏拿回。
是凶鸟家族之中唯一能同一个时间拥有两个启动形态。
名字取自于賓利汽车生产的车款Bentley Arnage。
赛珐（Cypha）
凶鸟家族之一，凶鸟家族成员之中最早的成员。除了有点邪恶之外，似乎与席格娜有点像不管是性格还是战术，在抓托瑪的时候遇到席格娜的阻挡，与席格娜战斗，发动启动形态然后把席格娜给打败，然后把席格娜给杀掉（不过事实上还活着）。与六课的战斗结束后，卡伦命令所有人去找冒充凶鸟并毁灭托瑪的故村的“枪男和书女两人组”的下落。在托瑪与六课遇到危险的时候出来相救，打败格伦德尔家族的奎因。后来离开时席格娜来跟她再次战斗，由于席格娜拥有AEC武器的关系被她打败，不过被索尼卡相救。
名字取自于丰田汽车生产的车款Cypha。
史黛拉·欧文（Stella Irvine）
凶鸟家族之一，凶鸟家族的人之中最年幼的女孩子，同时也是凶鸟飛空挺的操舵手。是个开朗的孩子，但是只要发动启动形态就会成为个令人毛骨悚然的孩子。与六课的战斗结束后，卡伦命令所有人去找冒充凶鸟并毁灭托瑪的故村的“枪男和书女两人组”的下落。在威龙受到严重的创伤时，与弗提斯一起去帮威龙做手术。
名字取自于日本汽车品牌速霸陆Stella。
弗提斯（Fortis）
凶鸟家族的审计师，虽然外貌看起来像女人但是事实上是男人。有一次负责跟托玛进行审讯，打算说服托瑪来加入凶鸟家族，但托瑪因为不想杀人而拒绝。与六课的战斗结束后，卡伦命令所有人去找冒充凶鸟并毁灭托瑪的故村的“枪男的书女两人组”的下落。在威龙受到严重的创伤时，与史黛拉一起去帮威龙做手术。
名字取自于日本汽车品牌三菱蓝瑟Fortis。
多比尼（DeVille）
凶鸟家族之一，上半身裸体的男人，性格认真，冷静，很少说话。一击就把艾希丝给打下并把颈部里的骨骼给破裂，其实力强到连菲特都进入苦战。与六课的战斗结束后，卡伦命令所有人去找冒充凶鸟并毁灭托瑪的故村的“枪男和书女两人组”的下落。与卡伦一起找但是最终找不到，之后对哈迪斯有点可疑并打算去找他，但卡伦认为只要她、索尼卡和威龙去就已经足够而没有跟来。
名字取自于霍顿汽车生产的车款General Motors Statesman de Ville。
卡伦·虎克别音（Curren Huckebein）
凶鸟家族的首领，趁疾风不注意时給她捅一刀的女人。与六课的战斗结束后，命令所有人去找冒充凶鸟并毁灭托瑪的故村的“枪男和书女两人组”的下落。与比尼一起找但是最终找不到，之后对哈迪斯有点可疑并打算去找他。之后与索尼卡和威龙一起去找哈迪斯来说出“原始之种”，却被哈迪斯攻击，然而六课来阻止她们的行动，试图离开成功但是威龙与索尼卡遇到哈迪斯袭击。威龙醒来之后打算去找哈迪斯，打算去阻止他但不听指示，罗莎莉亞就去阻止威龙而成功阻止他的行动。
似乎跟薇薇欧和艾茵哈特一样能使用变身魔法，当变身时会成为外表年龄约6—10岁的少女。
名字取自于賓利汽车生产的车款Curren。
罗莎莉亞（Rosalia）
跟莉莉一样也是修特罗杰克，为修特罗杰克系列第5号，14岁。一直被迪戈强逼使用修特罗杰克启动型能力来对战，之后被威龙和阿尔所救，似乎对威龙有好感。
索尼卡·里连（Sonica Lilian）
受凶鸟家族保护的占卜师，不管遇到什么事都会说钱的人。约好与凶鸟见面但是迟到而刚好遇到与被席格娜打败的赛珐，与她一起回到凶鸟飛空挺，利用能力查出罗莎莉亞的身世。之后与卡伦和威龙一起去找哈迪斯来说出“原始之种”，却被哈迪斯攻击，然而六课来阻止他们的行动，在卡伦试图离开阻止六课行动的时候被哈迪斯袭击，威龙试图保护她而被露出心脏而受重伤，带着威龙回到营并让弗提斯接受动手术。之后跟阿尔一起去把威龙的心脏拿回。
名字取自于丰田汽车生产的车款Daihatsu Sonica。

### 格伦德尔家族
库尔特·格伦德尔（Kurt Grendel）
武装集团格伦德尔家族的领导者，性格有点笨拙和孩子气，但是也有聪明的一面。把自己跟其他成员的自毁装置转移到脖子或颈背所以没有被自灭，说出利用格伦德尔家族的雇主是哈迪斯·范达因。之后与其他成员一起逃走但是被奈叶制服而再度被拘留。后来奈叶与琴柯建议要帮助特务管理局六课来把所有的「蚀」的感染者给抓回来，但是拒绝她们的意见不过由于奎因并不是出生于格伦德尔家族的人而让她接受这任务。
玛丽亚·让涅夫斯卡娅（Mariya Ranevskaya）
格伦德尔家族的狙击手，性格恶劣，似乎跟奎因和库尔特的关系不好，经常叫库尔特为“笨蛋首领”。
洛洛·菊苣（Lolo Endive）
格伦德尔家族的送货员，自称为萝莉，性格为活泼开朗，但是进一步的操作过程中会高度紧张。
奎因·加兰（Quinn Garland）
格伦德尔家族成员之一，似乎不是出生于格伦德尔家族的人。是格伦德尔家族之中最强的剑客，不过情绪很容易被激动而被赛珐打败。后来奈叶与琴柯建议库尔特要帮助特务管理局六课来把所有的「蚀」的感染者给抓回来，但是拒绝她们的意见不过由于本人并不是出生于格伦德尔家族的人而让她接受这任务，本人似乎不想帮助特务管理局六课做事。

### 其他人物
哈迪斯·范达因（Hades Vandein）
范达因公司的高级董事总经理，一系列和“蚀”相关案件的主谋。看起来是伟大人物，但其实是个笑脸藏虎，心底残忍，自然是无礼的人。别外，已获得产妇“蚀”的病毒被称为“原始之种”的种子，并持有绝对权力的量感染者使用它。能力是模仿人的能力，拉断容易复制别人谁是或包层可以看到的能力。另外，它拥有一个给予力量和体力的能力，即使那是荒谬不承担体面离合器威龙的组合攻击都一点感觉不到伤害力。而一直攻击监禁一直阵营相反。当一个秘密的军事六大赛区已经沉降情况，并得到袭击的机会，索尼卡周围的角度卡伦领域的争夺战已经封锁主要是试图离开地方，威龙试图保护她而被露出心脏并受重伤。
名字取自于希腊神话中的冥王哈得斯。
高町薇薇欧
奈叶和菲特的养女，第20话与奈叶一起在看托瑪和席格娜战斗。
艾茵哈特·斯崔特斯
薇薇欧的好朋友。
诺威・中岛
薇薇欧与艾茵哈特的指导教练，琴柯和昂的妹妹。第16话因为担心托瑪而去见他和看看情况如何。
迪戈（Digo）
蝕的感染者之一，其性格与威龙有点像，冒充凶鸟来做事，被哈迪斯利用来杀无辜居民和毁灭乡村。一直强逼罗莎莉亞使用修特罗杰克启动型能力来对战，与威龙战斗起来，之后被威龙所杀。
名字取自于日本原裝賽車的座椅Bride Digo。
马蒂（Matti）
蝕的感染者之一，冒充凶鸟来做事，被哈迪斯利用来杀无辜居民和毁灭乡村。与阿尔战斗起来，被打败之后因为说出雇主的名字而被自毁装置启动自毁而死。
名字取自于世界拉力锦标赛车手嘉利-马蒂·拉特瓦拉